# Révolte des canuts
Pour les articles homonymes, voir Canut (homonymie).
Batailles
- Trois Glorieuses
- Révolte des canuts
- Insurrection républicaine à Paris en juin 1832
- Guerre de Vendée et Chouannerie de 1832
- Révolution française de 1848
- Journées de Juin
- Coup d'État du 2 décembre 1851
- Commune de Paris
- Semaine sanglante

La révolte des canuts désigne plusieurs soulèvements ouvriers ayant lieu à Lyon, en France, en 1831 puis 1834 et 1848.
Dans les années 1830, Lyon fait figure de ville pionnière pour les révoltes ouvrières. La commune de la Croix-Rousse est alors peuplée d'ouvriers et d'artisans, fabriquant notamment de la soie, surnommés les canuts.
Leur révolte est précédée, entre autres en 1819, d’émeutes écrasées par l'armée à Vienne, lors de l’introduction de nouvelles machines à tondre les draps : les ouvriers du textile brisent les nouvelles machines à tisser, à l'image du métier Jacquard inventé par Jacquard, car ils considèrent que ces machines les concurrencent et les privent de leur gagne-pain.
Si, contrairement à une idée répandue, les canuts ne s'en prennent pas spécifiquement aux machines — ils revendiquent surtout un salaire garanti face à des négociants qui répercutent toujours les fluctuations du marché à la baisse — ces émeutes se produisent dans un contexte de révolution industrielle et de libéralisation de l'économie qui dégrade profondément les conditions de vie de ces ouvriers et artisans.
Dépossédés d'un savoir-faire et ravalés au simple rang de force de travail, ils s'organisent en vue de contester le nouvel ordre social qui s'instaure à leur détriment.

## De la définition aux origines du mot «canut»

### Les sources du mot «canut»
Le Littré de la Grand'Côte de Nizier du Puitspelu, revient sur l'origine du mot canut : le mot vient de canne et du suffixe -ut ou -u qui représente le latin orem, en français -eur. Le canut est donc celui qui use de la canne (roseau) dont a été faite la cannette qui est un petit tuyau de bois qu'on charge de soie pour faire la trame d'une étoffe. Son homonyme féminin est « canuse ».
Selon d'autres sources, il s'agirait en réalité d'un condensé de l'expression « Voici les cannes nues ! ». Au cours de la Révolution française, les ouvriers en soie se retrouvèrent dans la misère et durent vendre les breloques en or et en argent de leurs cannes de compagnonnage. À leur passage, on disait alors : « Voici les cannes nues ! »
On lit également que canut viendrait effectivement de « canne nue » mais par opposition aux rubaniers qui portaient à leur canne un ruban de velours.

### L’organisation de la production de soieries et sa hiérarchisation à Lyon au début duXIXesiècle
Au début du XIXe siècle, le textile est la principale activité industrielle. À Lyon, le tissage de la soie fait vivre la moitié de la population.
En 1831, la production lyonnaise de soieries demeure organisée selon un modèle de type pré-industriel :
- au sommet de la pyramide, on trouve la « grande fabrique », composée de quelque 400 négociants-banquiers appelés « fabricants » ou « soyeux », qui commandent et financent la fabrication des pièces et en assurent la commercialisation auprès de la clientèle[5] ;

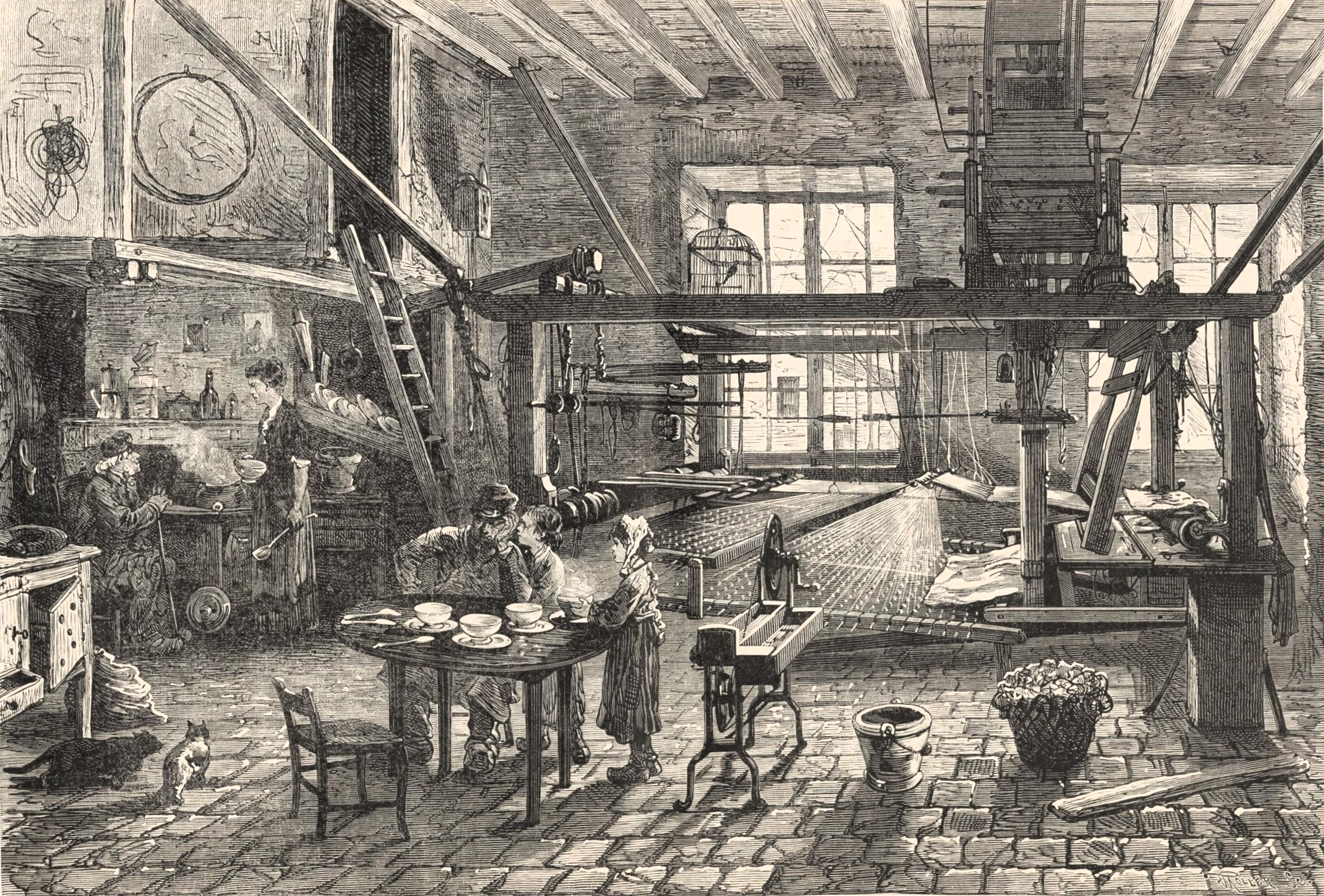
Canut vivant et travaillant dans son atelier.

- les fabricants font travailler quelque 8 000 maîtres artisans tisserands, les « canuts », qui travaillent à la commande et à la pièce. Ils sont propriétaires de leurs métiers à tisser (familièrement appelés « bistanclaques »), de deux à six selon la taille de l’atelier[5] ;
- les canuts emploient environ 30 000 compagnons, qui sont salariés à la journée, mais vivent généralement chez le canut, qui les loge et les nourrit et dont ils partagent la condition[5] ;
- on fait également travailler des femmes, moins bien payées, et des apprentis ou garçons de course, qu’on appelle à Lyon des « brasse-roquets », tout cela composant un très large éventail de métiers : gareurs, satinaires (ouvrier, ouvrière qui fabrique du satin), lanceurs, battandiers, metteurs en carte, liseurs de dessins, magnanarelles, monteurs, brocheurs, plieurs, moulineurs (pour faire un fil avec la soie), ourdisseuses, ovalistes, remetteuses, tordeuses (pour tordre la soie), dévideuses (voir Dévidage), passementières (voir Passementerie), guimpières (pour préparer le fil dont on se sert pour les galons, épaulettes, etc), taffetaquières, teinturiers, finisseuses…

Les ateliers sont pour la plupart établis dans les maisons des Pentes de la Croix-Rousse, mais aussi à Saint-Georges dans le Vieux Lyon, Bourgneuf (voir Pierre Scize (Lyon)), La Guillotière et Vaise. Une seule manufacture de type industriel, l’usine de soierie de la Sauvagère, employant 600 ouvriers, existait à Saint-Rambert-l'Île-Barbe, devenu le quartier Nord de Lyon.
La production de soieries, comme toute activité de luxe, est fortement soumise aux aléas de la conjoncture. Une grande partie de la demande vient d’Amérique du Nord, et est très sensible à la concurrence.

### La condition de vie des canuts

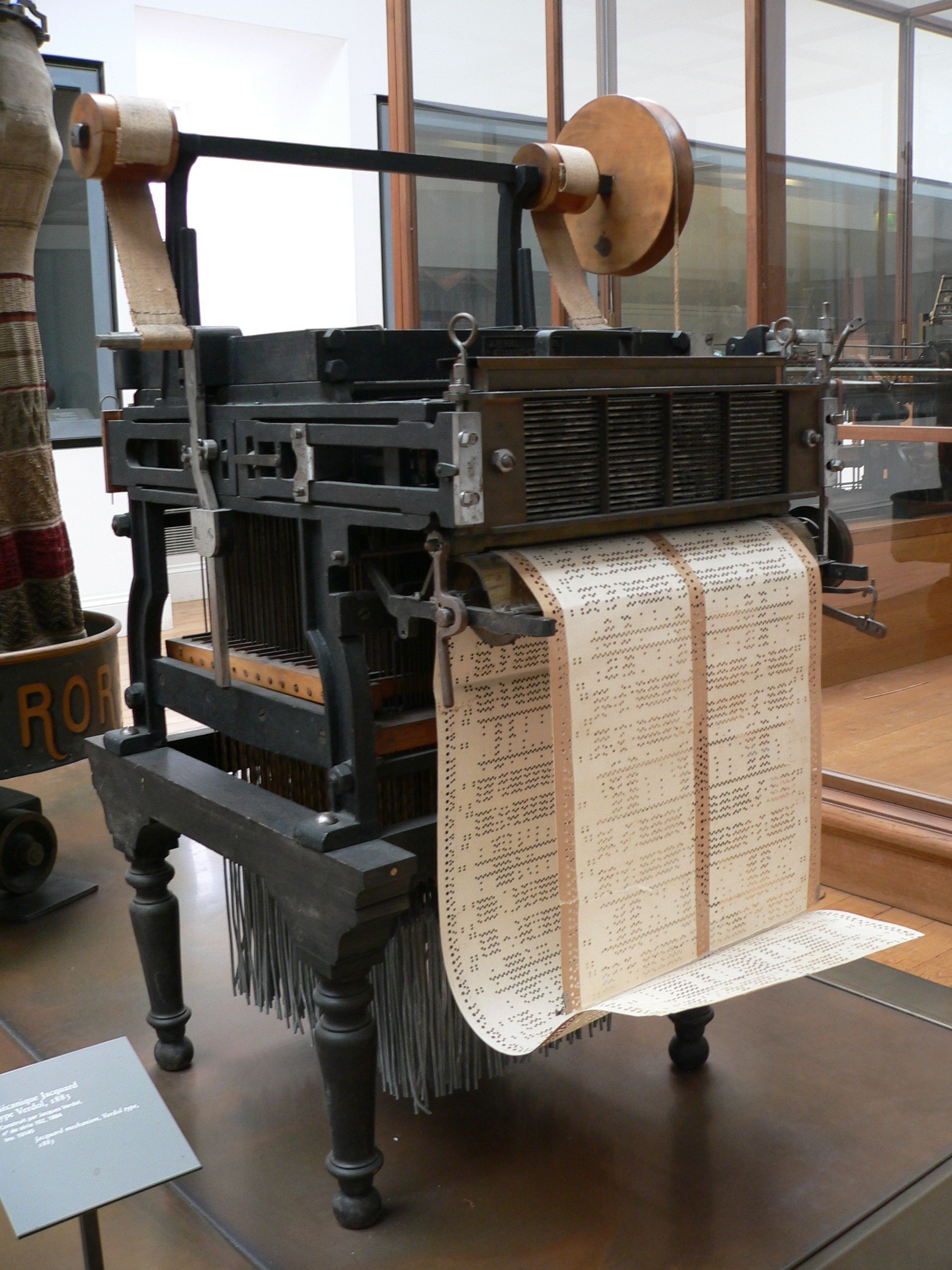
Une mécanique Jacquard.

Les conditions de vie des canuts ne sont pas toujours faciles : soumis aux lois du marché, de l'offre et de la demande, leur situation est souvent précaire. Il arrive que l'ouvrage vienne à manquer et c'est la « meurte » : la saison-morte. Un métier coûte cher à monter et à entretenir, il y a les compagnons à payer, les dates de livraisons à respecter, et les journées de travail sont souvent très longues : de quatorze à dix-huit heures par jour, voire davantage lorsqu'il s'agit de livrer une commande à temps. En temps normal, les canuts ont deux jours de repos par semaine. Le travail est payé, non à la journée, mais à la pièce. Les maîtres-ouvriers se concurrencent entre eux pour obtenir le travail, ce qui arrange les fabricants et concourt à maintenir les bas salaires.
Les revenus des uns et des autres, 18 sous environ pour quinze heures de travail par jour, ne permet qu'une vie de misère. Du fait des métiers à tisser beaucoup plus productifs qu'auparavant comme le métier Jacquard, et en dépit d'une demande soutenue, ce revenu est deux fois moindre que sous le Premier Empire.
Les canuts font appel au préfet du département, Louis Bouvier-Dumolart, ainsi qu'aux autorités municipales, et obtiennent qu'une commission paritaire fixe un tarif minimum. Le préfet fait ensuite afficher dans la ville la déclaration suivante : « Si par exception quelques ouvriers honnêtes ont encore des griefs à faire redresser, les voies légitimes leur sont ouvertes, et ils sont assurés d'y trouver une bienveillante justice. » Mais en recevant les délégués ouvriers, Bouvier-Dumolart a enfreint la loi Le Chapelier (1791) qui interdit les associations ouvrières et cela lui vaut d'être désavoué par le ministre du Commerce Antoine d'Argout.

## La révolte des canuts de novembre 1831
En 1831, la conjoncture économique est morose et pèse sur la demande de soieries. La faiblesse de l’activité entraîne les salaires des ouvriers à la baisse. Depuis les meilleures années de l’Empire, les salaires ont nettement chuté.

### Les origines de la crise

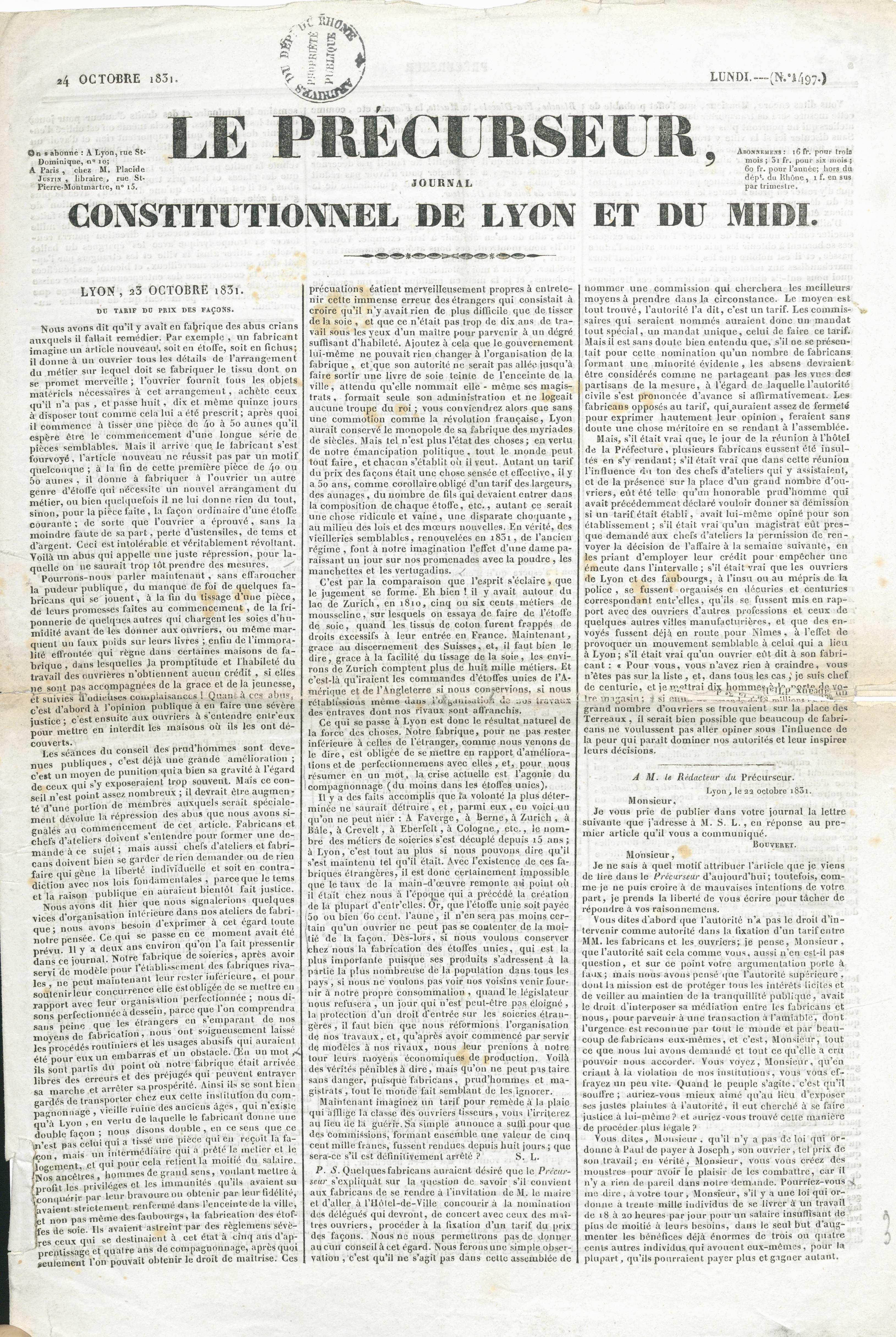
Débat sur l'établissement du tarif dans le journal Le Constitutionnel du 24 octobre 1831.

La misère est souvent présentée par les contemporains comme élément explicatif et déclencheur de la révolte. Dès le 11 décembre le journal des canuts, L'Écho de la fabrique, placera un article appelant à la réconciliation sous ce mot de Voltaire : « Une pauvreté noble est tout ce qui leur reste ! ». Comprenant qu'elle rendait la situation sociale explosive, les membres de la société aisée de Lyon pratiquaient depuis longtemps toutes sortes d'activités de bienfaisance, monopolisant des sommes importantes pendant les baisses d'activité et les supprimant lorsqu'ils estimaient que les ouvriers pouvaient et donc devaient travailler. Eugène Baune, un politicien local qui sera condamné par le gouvernement à la suite de la seconde révolte des canuts, écrit en 1832 toute une étude pour en proposer une explication et la combattre.
Une double tension rend critique la stabilité de la fabrique. D'un coté, la révolution des Trois Glorieuses, un an auparavant, avait donné aux canuts un espoir de reconnaissance. Depuis vingt ans, ils construisent à Lyon un système de production qu'ils disent industriel. Ils entendent par ce terme une capacité de produire par l'alliance harmonieuse de multiples actions et compétences. Ils se considèrent politiquement, par leur travail, comme les acteurs ou les actrices de l'esprit de liberté que les Trois Glorieuses a mis en avant. Ainsi, en 1829, ils avaient déjà créé la première organisation de production et de solidarité : le « Devoir mutuel ». Ils ne comprennent pas que le nouveau pouvoir en place, avec le ministre de l'intérieur Casimir Perier, développe une législation qui leur retire leur liberté de s'organiser. D'autre part, les négociants, qui fournissent les canuts en commandes et en soies, sont de plus en plus séduits par le modèle de la manufacture centralisée, rejetant celui de la fabrique décentralisée, contrairement aux canuts qui affirment que c'est dans les procédures démocratiques et transactionnelles propres aux différents métiers de cette fabrique que se trouve l'avenir industriel de la soierie.
Sur une période plus longue, cette crise peut se comprendre comme un élan des canuts vers les notions de peuple et de citoyenneté. Depuis les années 1800, négociants et fabricants élaborent un système de bonne entente plus ou moins conflictuel, fait de transactions et de conventions, qui fonctionne avec une relative constance. Ce système profite à tous. Il a connu des bifurcations importantes, comme l'arrivée des métiers Jacquard, comme l'extension et la diversification des marchés. Des solidarités sont nées, concrétisées par la mise en place du mutuellisme. Les canuts vivent cet esprit d'entreprendre avec de fortes connotations politiques. Et l'irruption de la révolution des Trois Glorieuses y provoque une dynamique plus importante qu'ailleurs, en faveur de la notion de peuple souverain, travaillant au sein d'une industrie, c'est-à-dire, pour eux, de quelque chose qui rassemble les gens de travail. Petit à petit, ils doutent de la pertinence de la notion de métier, de corporation, pour préférer la notion d'association, dans toute la diversité que suscite la vie d'un peuple et d'une cité. C'est leur implication dans l'ensemble de la cité lyonnaise qui leur permet, en dernière analyse, de vivre et de travailler dans l'immense variété d'activités qu'implique le travail de la soie. Cette évolution se faisait avec l'arrière-plan des conceptions du saint-simonisme, que les canuts adaptaient à la fabrique lyonnaise. Dans cette hypothèse, on comprend pourquoi ils ont réagi avec tant d'énergie au refus des autorités d'appliquer le "tarif".
Le 18 octobre 1831, les canuts demandent au préfet du Rhône, Louis Bouvier-Dumolart, de jouer les intermédiaires pour obtenir des fabricants l’établissement d’un tarif, permettant de limiter la baisse des prix. Le préfet réunit aussitôt une commission de patrons et d’ouvriers qui établit un tarif le 26 octobre et confie au conseil de prud’hommes la charge d’en surveiller l’application.
L’intervention du préfet a été mal vue par un certain nombre de fabricants, qui tiennent son attitude pour démagogique, et les concessions de leurs représentants pour des marques de faiblesse : 104 d’entre eux, invoquant les principes de la Révolution qui, avec notamment la loi Le Chapelier et le décret d’Allarde de 1791, a consacré le principe de non-intervention de l’État dans les relations de travail, refusent d’appliquer le tarif, qu’ils dénoncent comme entrave à la liberté économique et rejettent comme exorbitantes les prétentions des canuts en matière de salaire (10 novembre 1831). Cette attitude provoque le soulèvement des ouvriers, le 21 novembre.

### L’insurrection (21-24 novembre 1831)

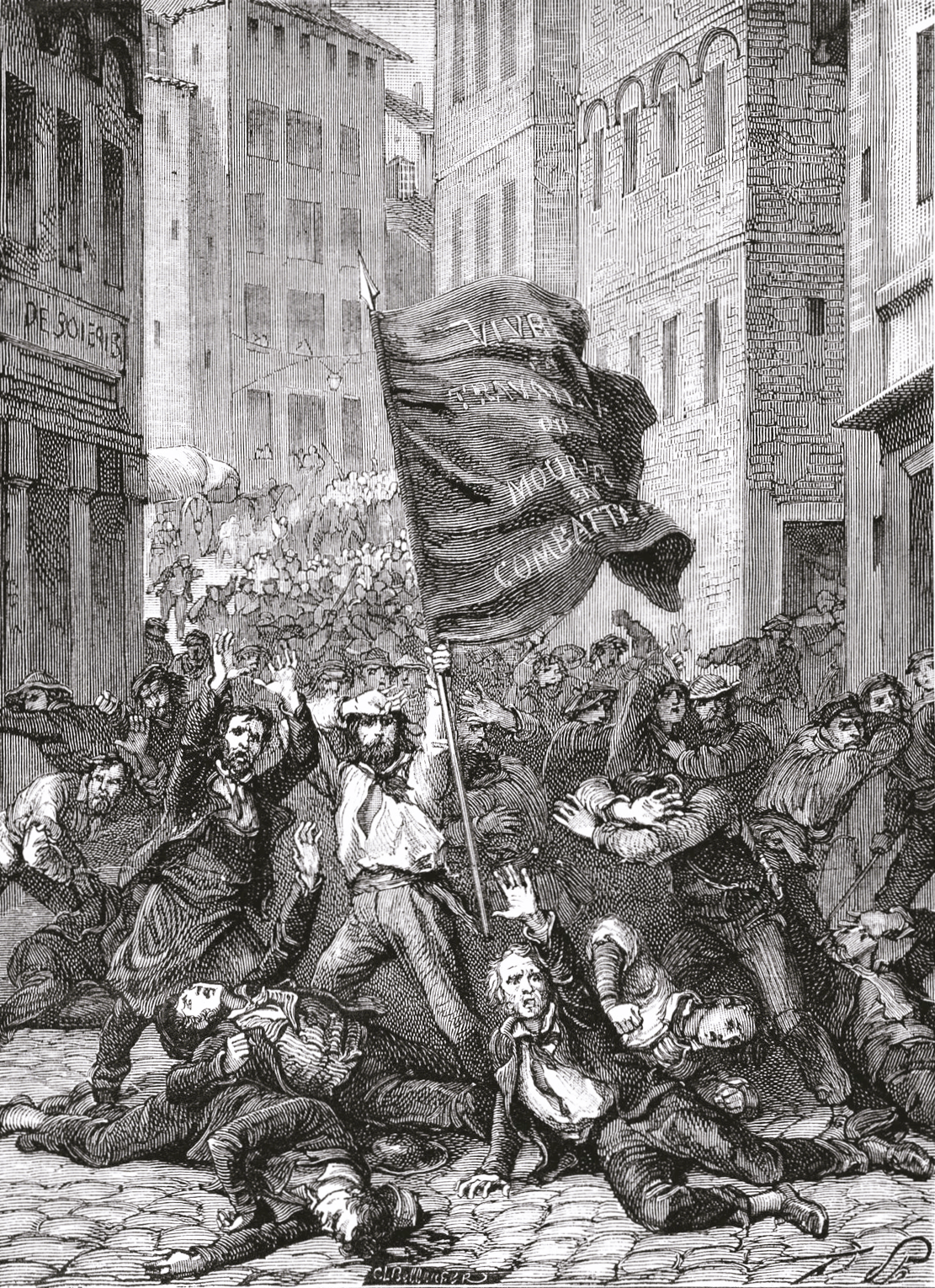
Descente des ouvriers de la Croix-Rousse en novembre 1831.

Le 21 novembre 1831, plusieurs centaines de tisseurs parcourent la Croix-Rousse, qui est alors une commune indépendante. Ils obligent ceux qui travaillent encore à arrêter leurs métiers à tisser, puis descendent de la Croix-Rousse par la montée de la Grande-Côte jusqu’à la rue Vieille-Monnaie. La 1re légion de la Garde nationale, composée principalement de négociants et qui barre le passage, fait feu. Trois ouvriers sont tués, plusieurs sont blessés. Les canuts remontent à la Croix-Rousse et alertent la population en criant : « Aux armes, on assassine nos frères. » On s’arme de pioches, de pelles, de bâtons, quelques-uns ont des fusils. Des barricades sont dressées et les ouvriers marchent sur Lyon. Bientôt, les tisseurs de la Croix-Rousse sont rejoints par ceux des Brotteaux et de la Guillotière.

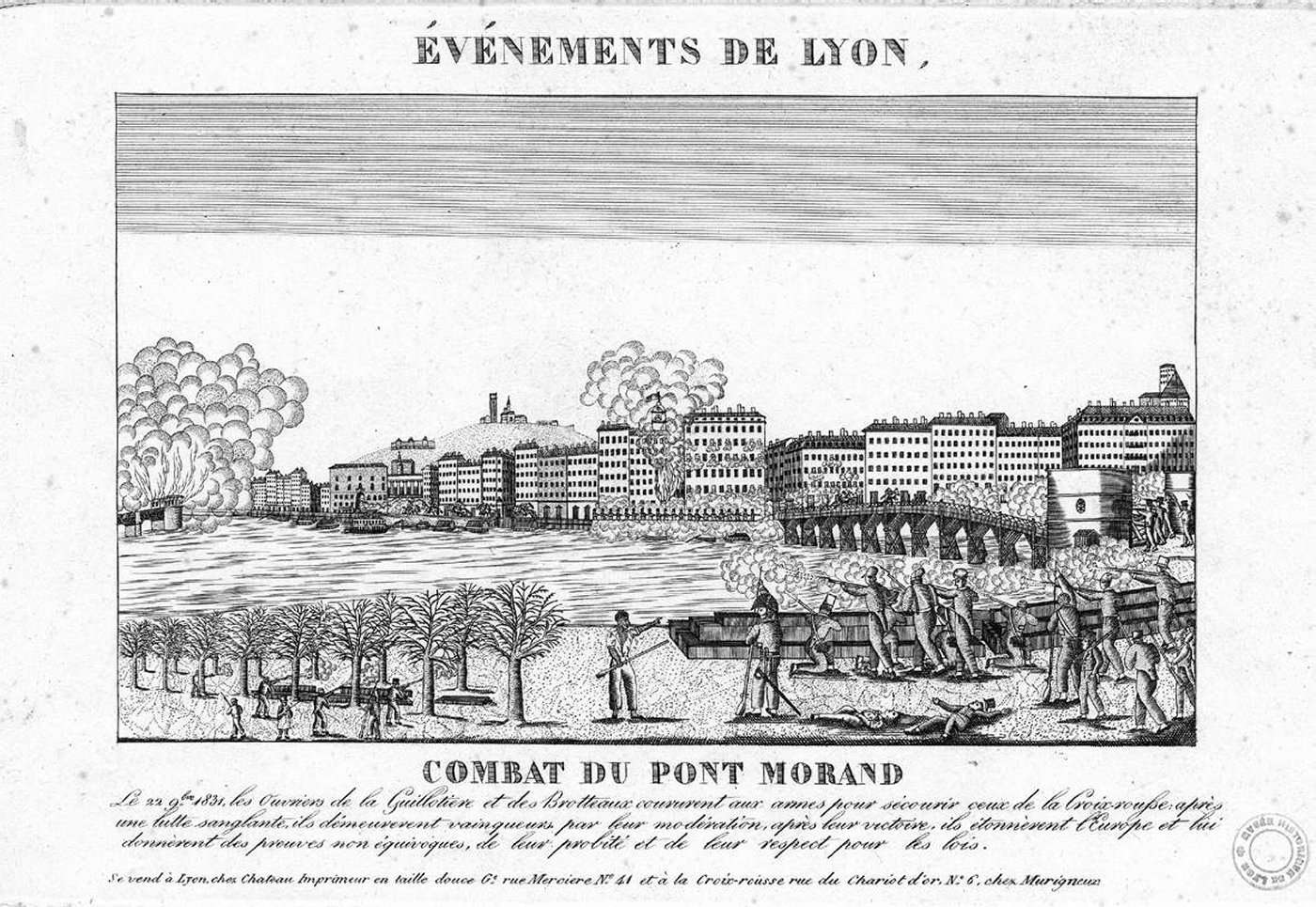
Combat du pont Morand,.

Le 22 novembre, à Lyon, un combat sanglant a lieu au pont Morand. Les soldats et gardes nationaux, battus, renoncent à contrôler la Grande-Côte et la montée Saint-Sébastien et les ouvriers prennent possession de la caserne du Bon-Pasteur et pillent les armureries. Des ouvriers de tous les quartiers se joignent aux canuts qui sont bientôt maîtres de toute la ville, à l’exception du quartier des Terreaux. Plusieurs corps de garde de l’armée ou de la Garde nationale sont attaqués et incendiés. L’infanterie essaie vainement de les arrêter, puis recule sous les tuiles et les balles, tandis que la Garde nationale, dont nombre de membres se recrutent parmi les canuts, passe du côté des émeutiers.

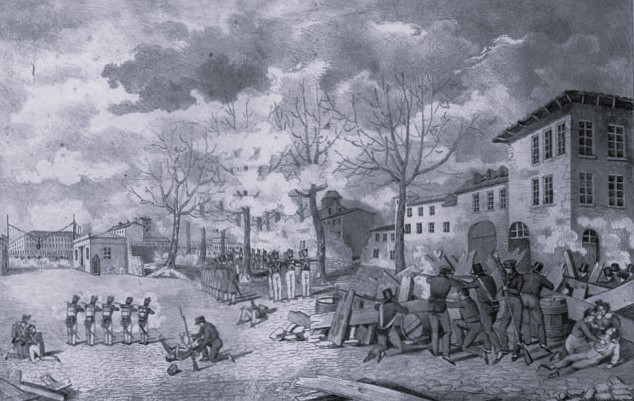
Bataille de la place des Bernardines (aujourd'hui boulevard de la Croix-Rousse).

Au terme d’une rude bataille – environ 600 victimes dont quelque 100 morts et 263 blessés côté militaire, et 69 morts et 140 blessés côté civil –, les émeutiers se rendent maîtres de la ville que fuient, dans la nuit du 22 au 23 novembre, le général Roguet, commandant la 7e division militaire, ainsi que le maire, Victor Prunelle.
Le 23 novembre, les insurgés sont maîtres de la ville et se gardent de tout pillage. Ils occupent l’hôtel de ville, mais leurs chefs, qui n’étaient « entrés en grève » que pour obtenir la correcte application de l’accord collectif, ne savent plus que faire de leur victoire. Un comité insurrectionnel se forme sous l’impulsion de quelques républicains, mais ne prend pas de mesures concrètes, faute d’un véritable programme et aussi du soutien des canuts, qui refusent de voir leur mouvement récupéré à des fins politiques.
La semaine suivante, les ouvriers, pensant tenir leur tarif, reprennent le travail.

### La reprise en main

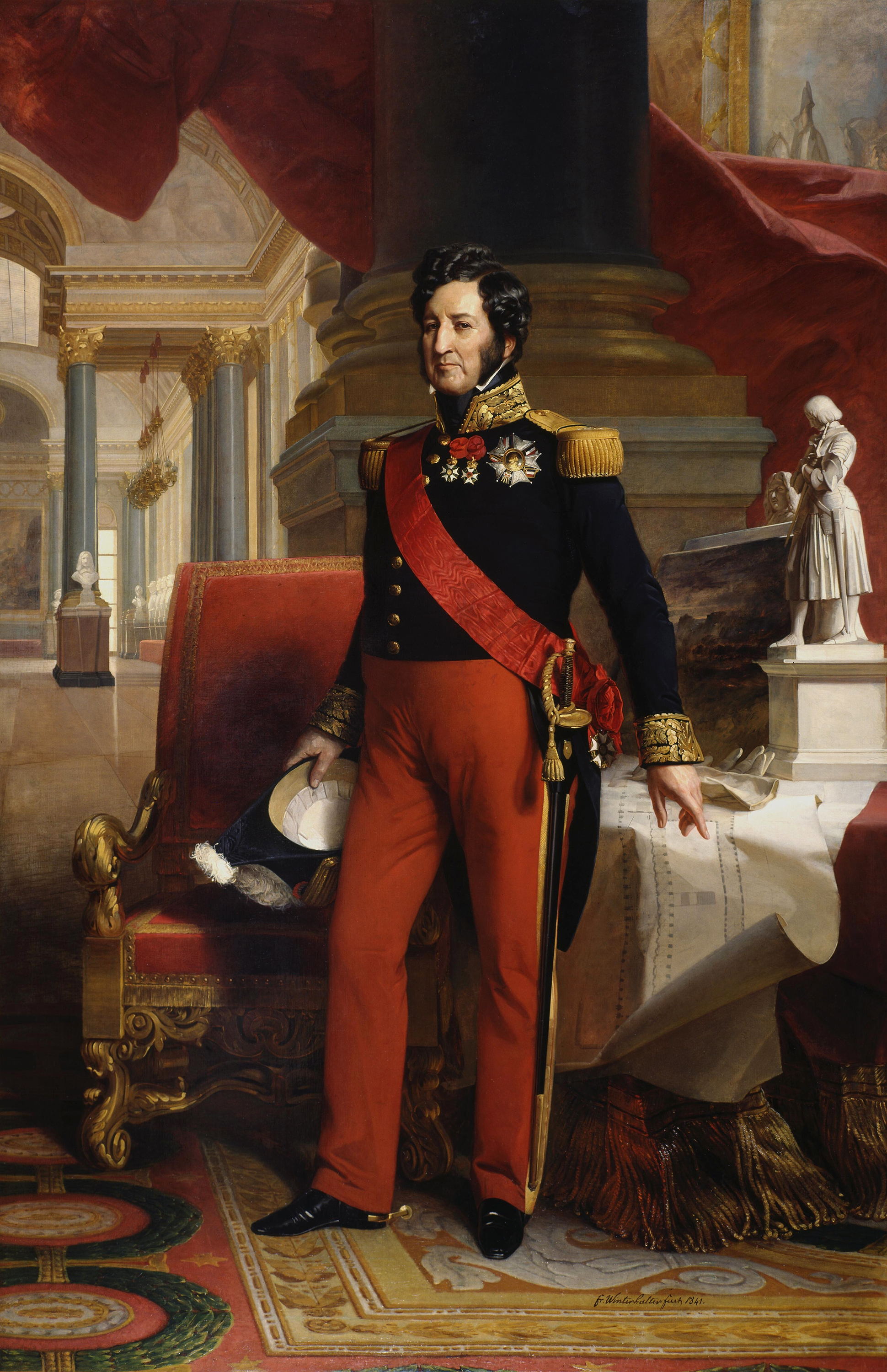
Louis-Philippe Ier, roi des Français.

À Paris, la nouvelle de l’émeute et de la prise de contrôle de la deuxième ville de France par les insurgés provoque stupeur et consternation. À la Chambre, l’opposition, emmenée par François Mauguin, a beau jeu de stigmatiser l’incompétence du ministère, tandis que le président du Conseil, Casimir Perier, dont le gouvernement s’est fixé comme première ambition de rétablir l’ordre public après l’agitation des Trois Glorieuses, impute les troubles lyonnais à la propagande saint-simonienne et aux menées des partisans de Charles X. Quant à Louis-Philippe, il ne doute pas que la révolte soit le fruit des menées républicaines.
Le 25 novembre, Perier s’exprime devant la Chambre des députés : il annonce que le duc d’Orléans, fils aîné du roi, et le maréchal Soult, ministre de la Guerre, se mettent à la tête d’une armée de 20 000 hommes pour reconquérir Lyon. Louis-Philippe les engage à la fermeté, mais leur interdit de recourir à des exécutions capitales. Il se montre très critique vis-à-vis du préfet mais reste prudent sur le tarif.

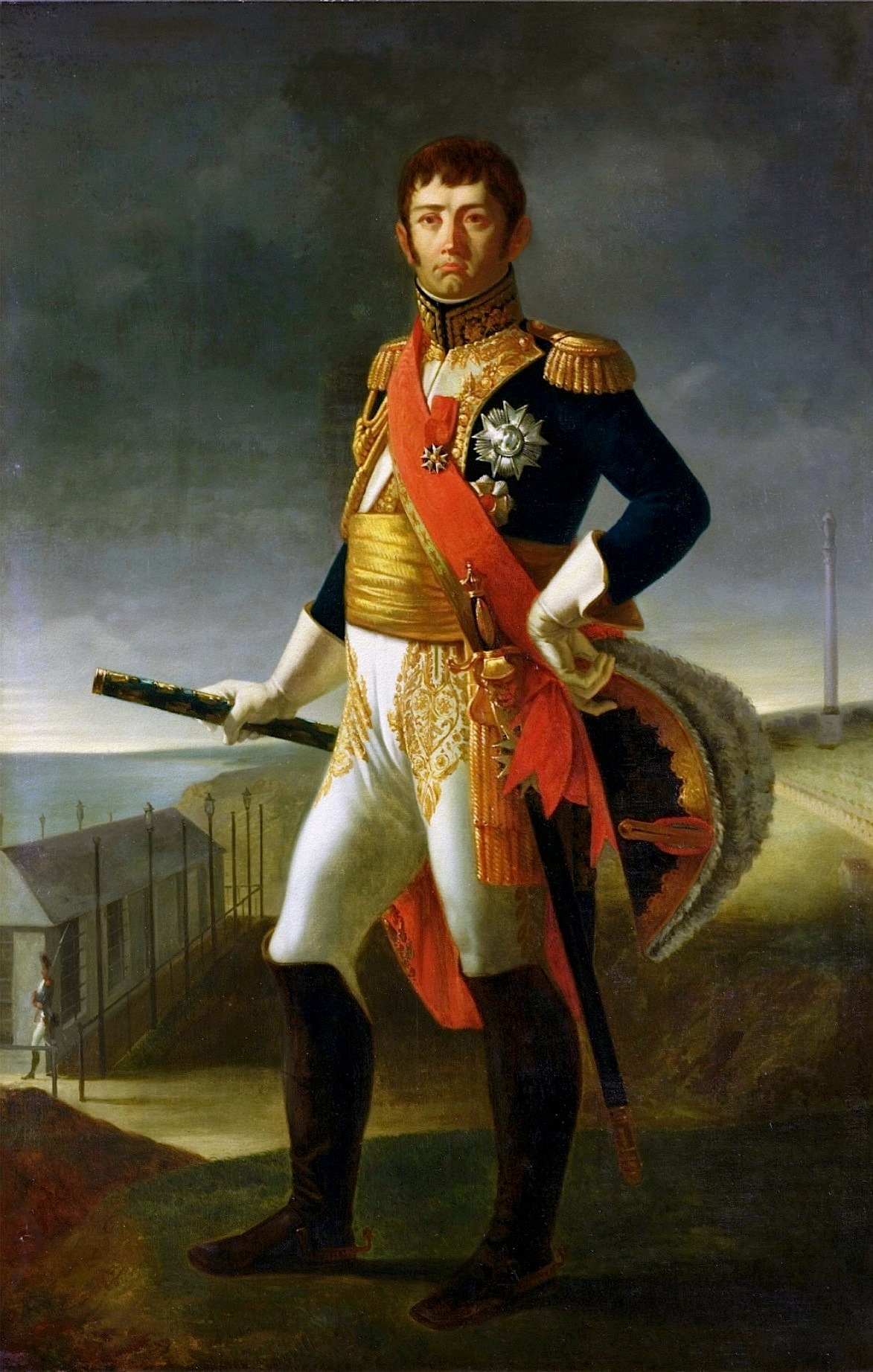
Le maréchal Soult.

Le 28 novembre, le duc d’Orléans, fils du roi Louis-Philippe, et le maréchal Soult s’installent à Trévoux où ils attendent que le calme revienne dans Lyon. Ils y rentrent le 3 décembre, sans effusion de sang, sans négociation, sans engagement de quelque nature que ce soit. Le 6 décembre le préfet est révoqué, la Garde nationale dissoute et une importante garnison est placée dans la ville. Le 7 décembre le tarif est annulé. Le gouvernement décide la construction d’un fort, pour séparer la Croix-Rousse de la ville de Lyon. 90 ouvriers sont arrêtés, dont 11 qui seront poursuivis en justice et qui seront acquittés en juin 1832.
Soult rend compte au roi du succès complet de sa mission : il ne manque pas d’attribuer les acclamations qui se sont fait entendre à « la reconnaissance pour le roi et pour le prince » et les silences à « une expression de tristesse qui était évidemment le témoignage du repentir » ; il note que toutes les autorités sont venues « rendre leurs devoirs à Monseigneur » et que tous ont fait « de très bons discours, excepté M. l’archevêque », qui s’est contenté de dire qu’il n’avait que des prières à faire.
Entre les 17 et 20 décembre 1831, l’opposition de gauche cherche à faire rebondir l’affaire de Lyon à la Chambre des députés. Casimir Perier déclare que la révolte a voulu s’armer « contre la liberté du commerce et de l’industrie » et affirme le 26 décembre que « la société ne se laissera pas menacer impunément ». La très grande majorité des députés approuve l’action du ministère et passe à l’ordre du jour, sans tenir compte des protestations et sans donner suite à la demande d’enquête présentée par le député de gauche Eusèbe de Salverte.
Ce centralisme national ne joue qu'en partie. Lyon reste une ville bénéficiant d'une forte autonomie municipale, « petite république municipale et marchande », d'après les termes d'un compte-rendu des travaux de la chambre de commerce en 1896. La ville elle-même reste une ville de travail où tout s'organise autour de la fabrique.

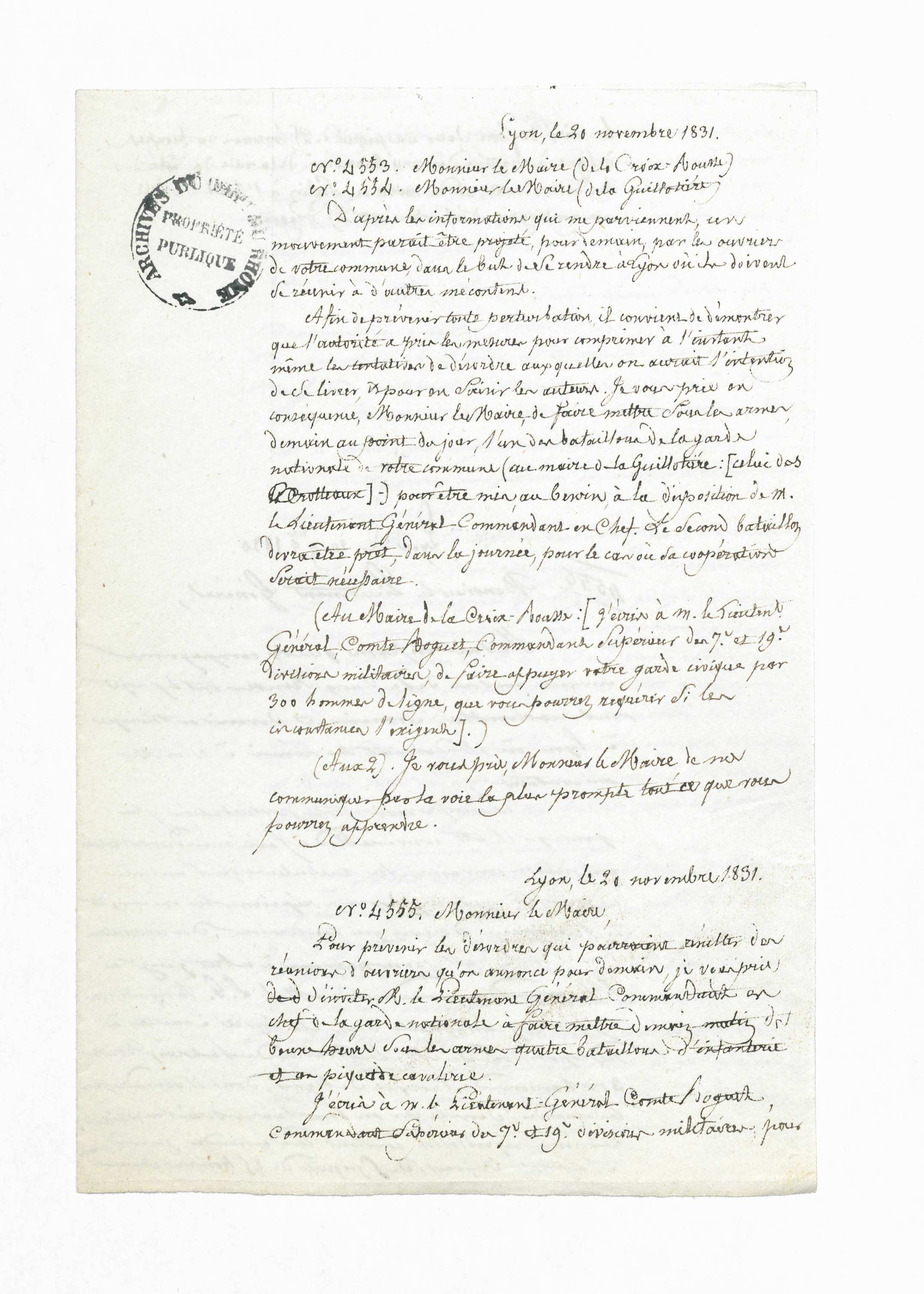
Note du 20 novembre 1831 d'un informateur prévenant la mairie de la préparation de la révolte du lendemain. P. 1.
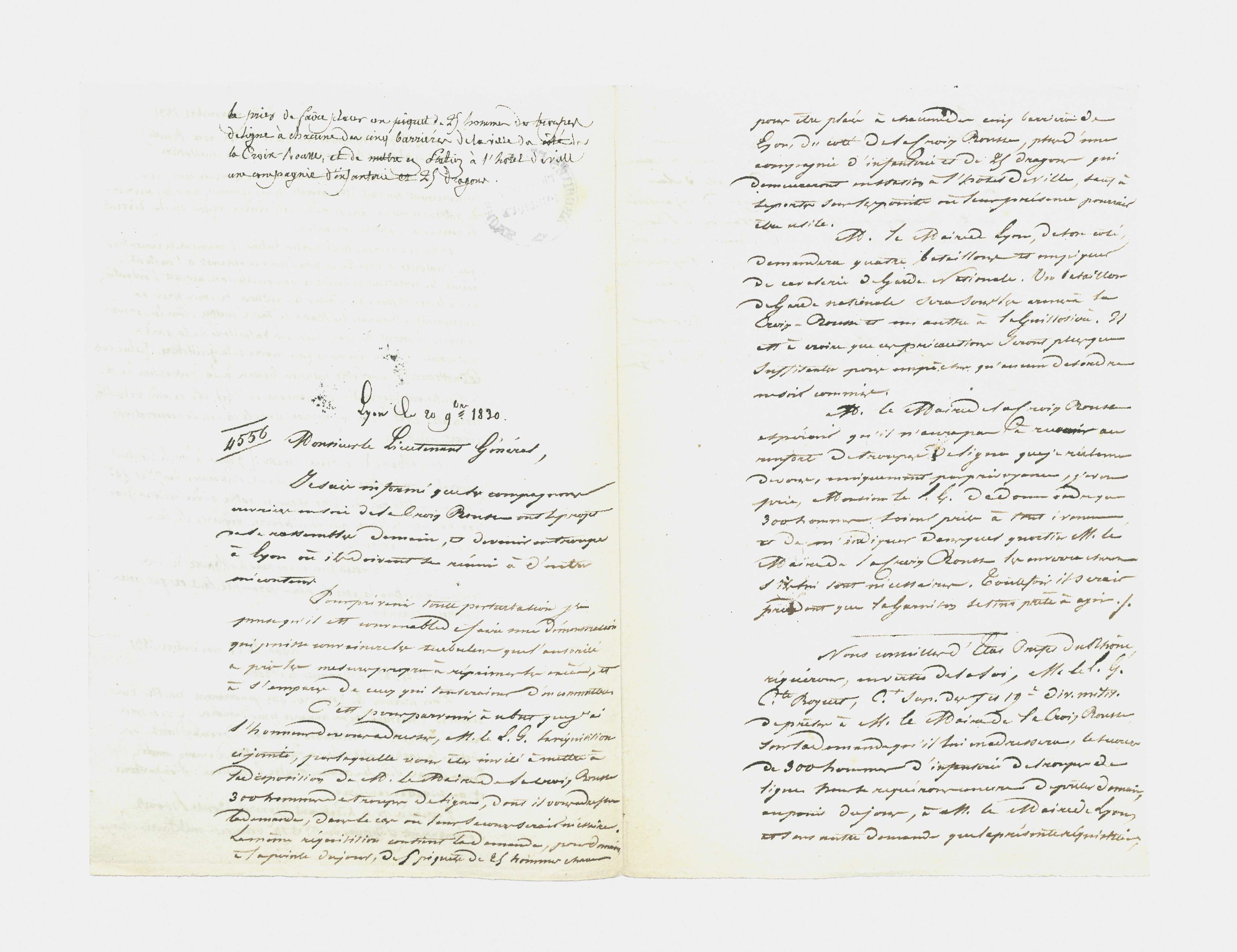
p. 2 & 3.
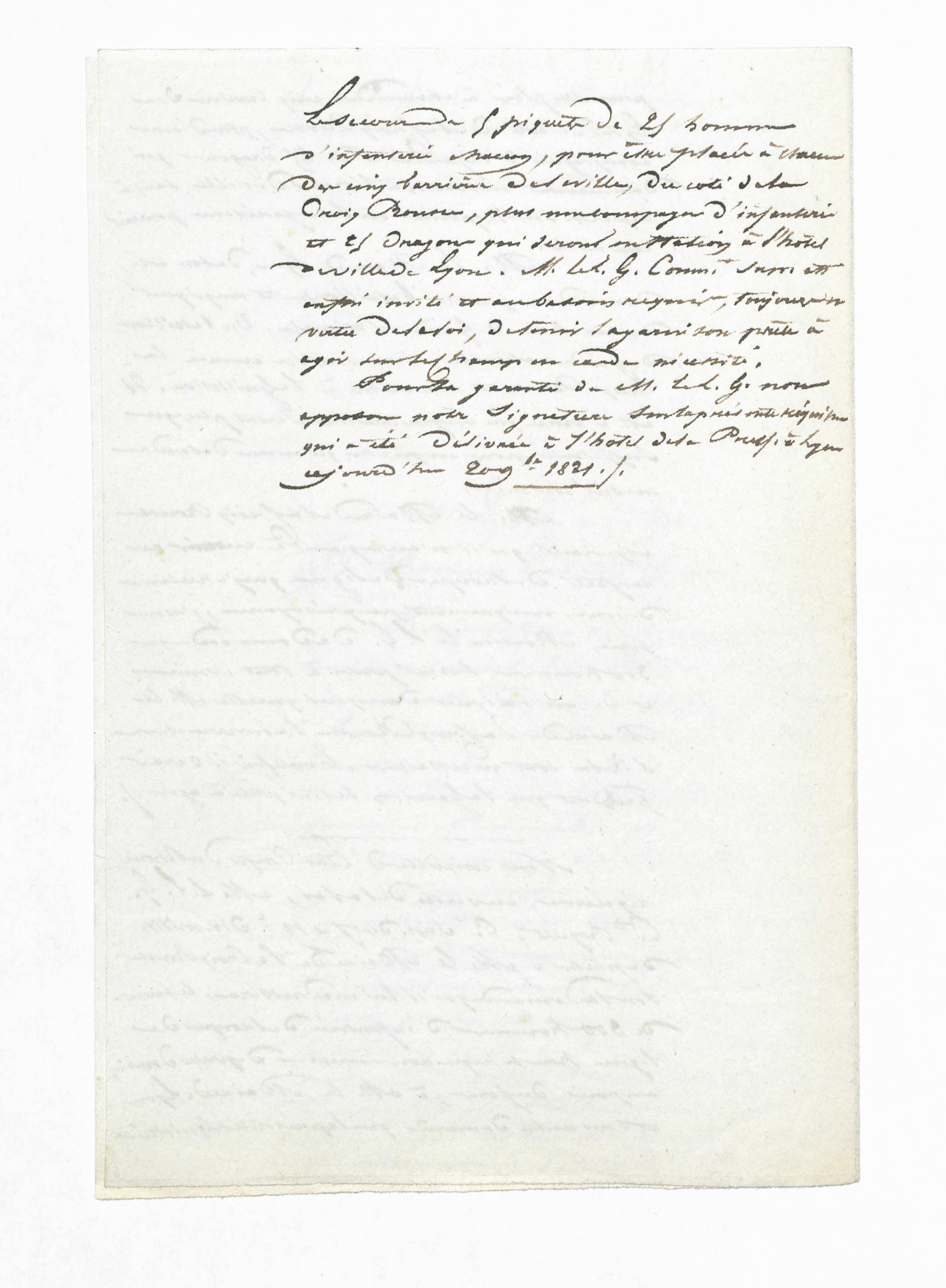
p. 4.
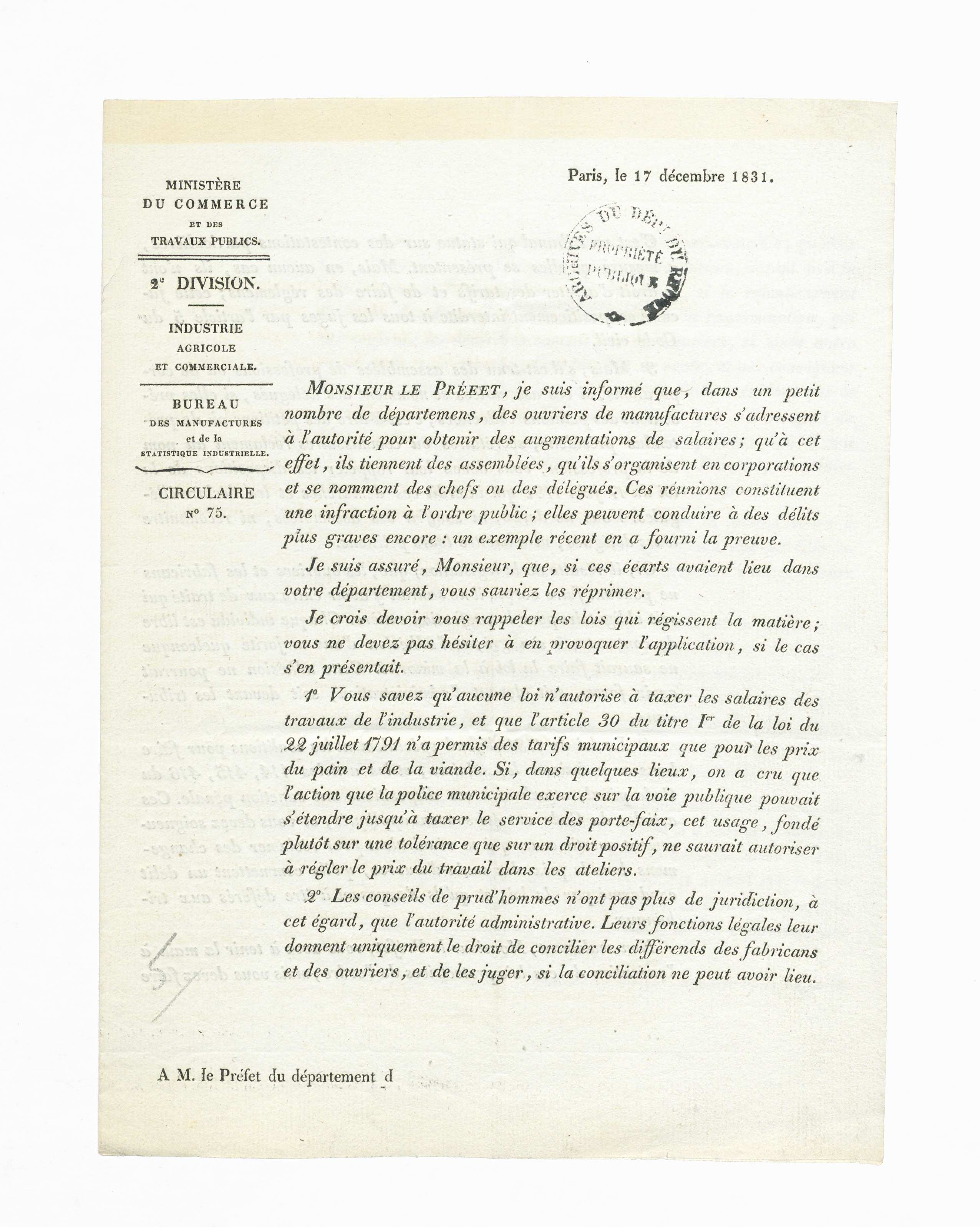
Instruction du Ministre de l'intérieur Soult au préfet pour interdire l'intervention de l'état dans l'établissement d'un tarif. p. 1
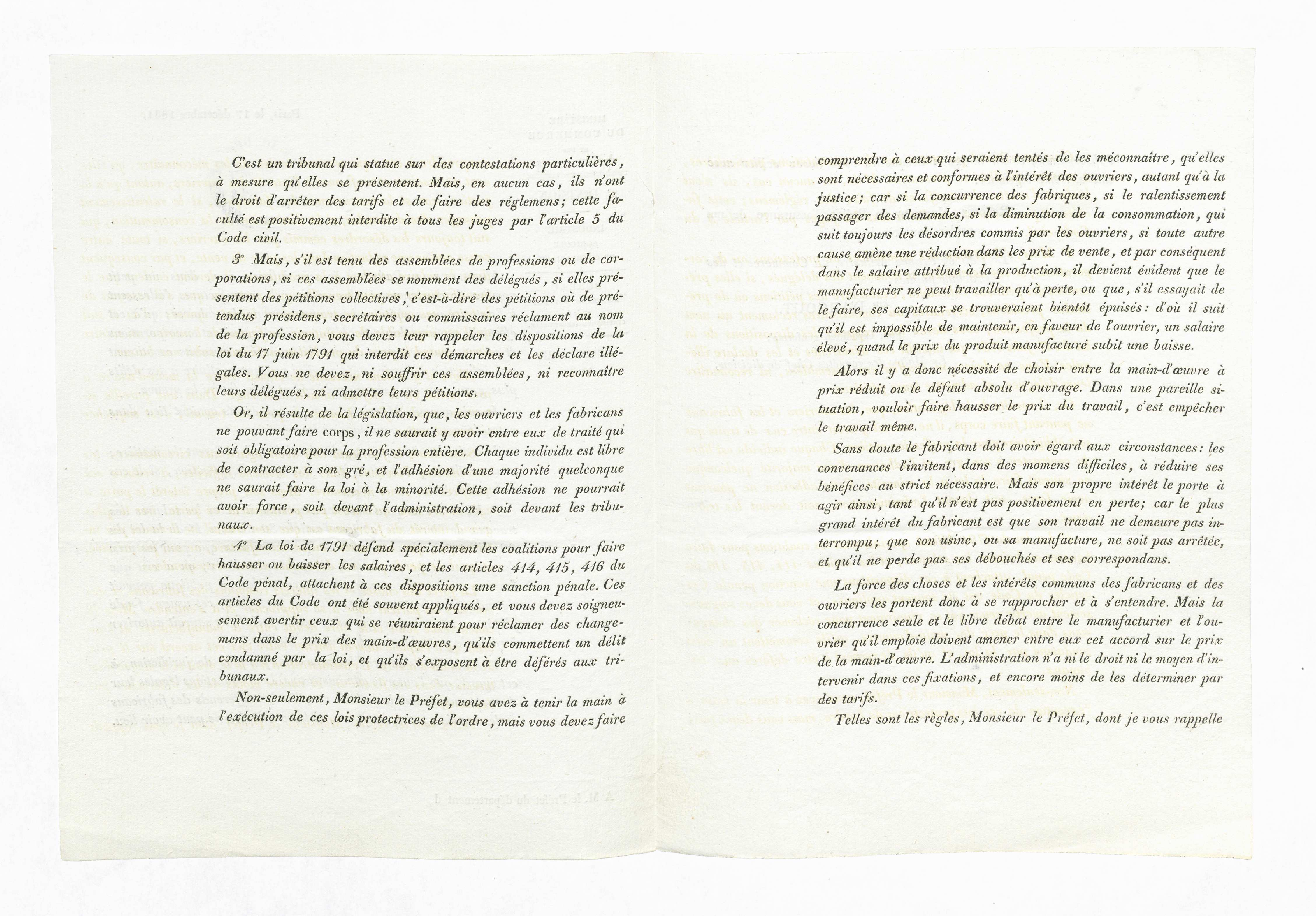
p. 2 & 3
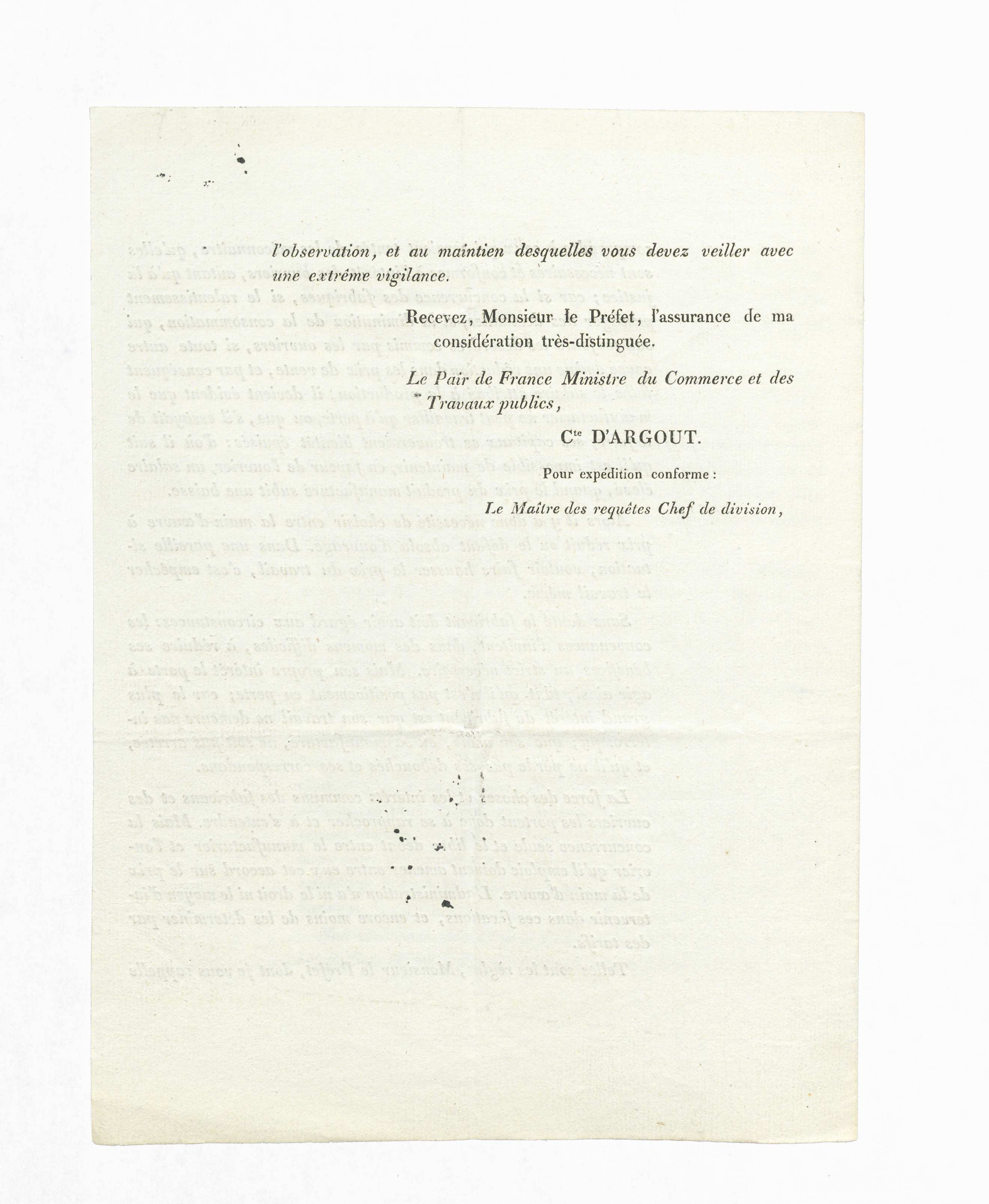
p. 4
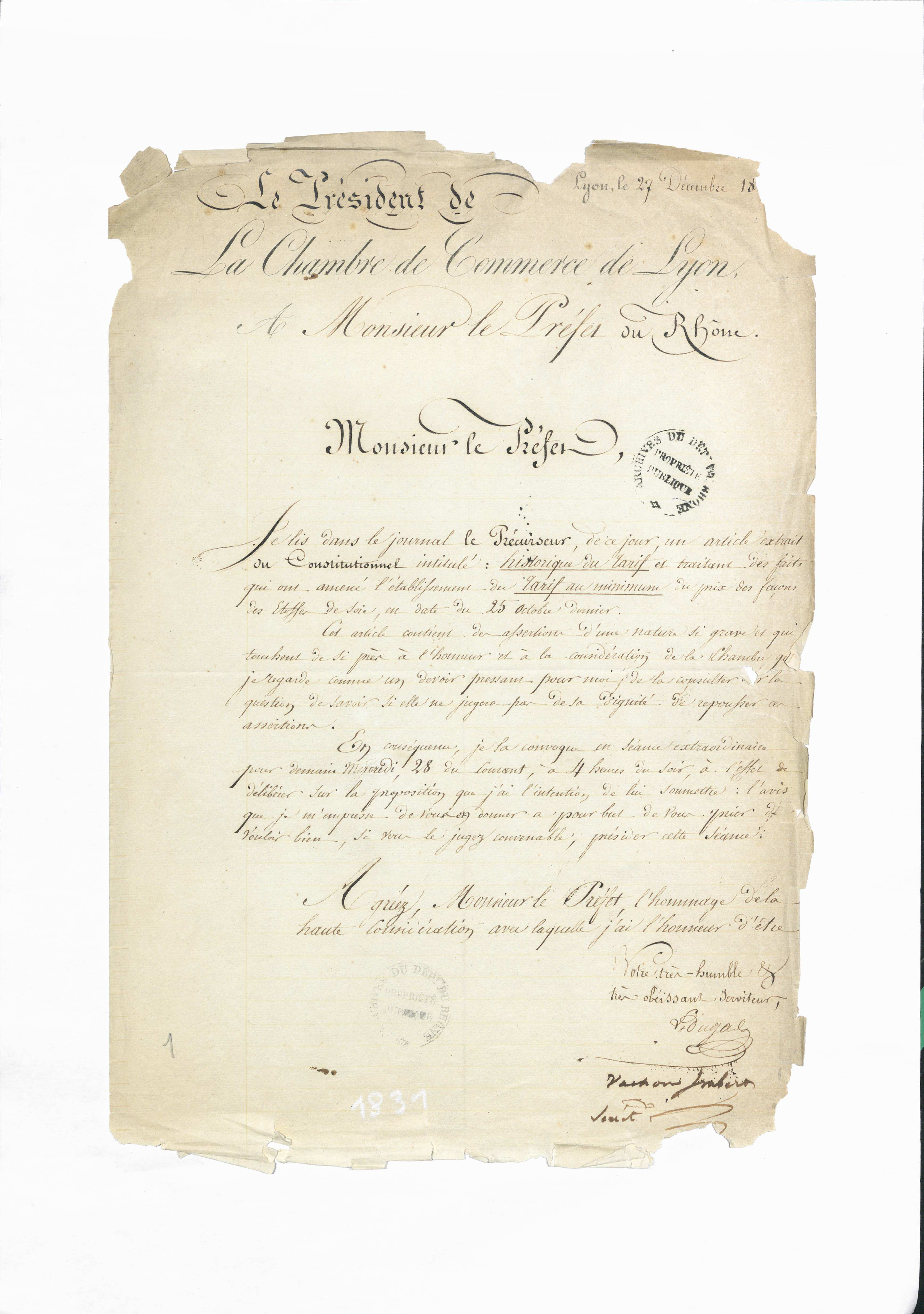
Lettre du président de la chambre de commerce de Lyon au préfet pour protester contre l'établissement du tarif.
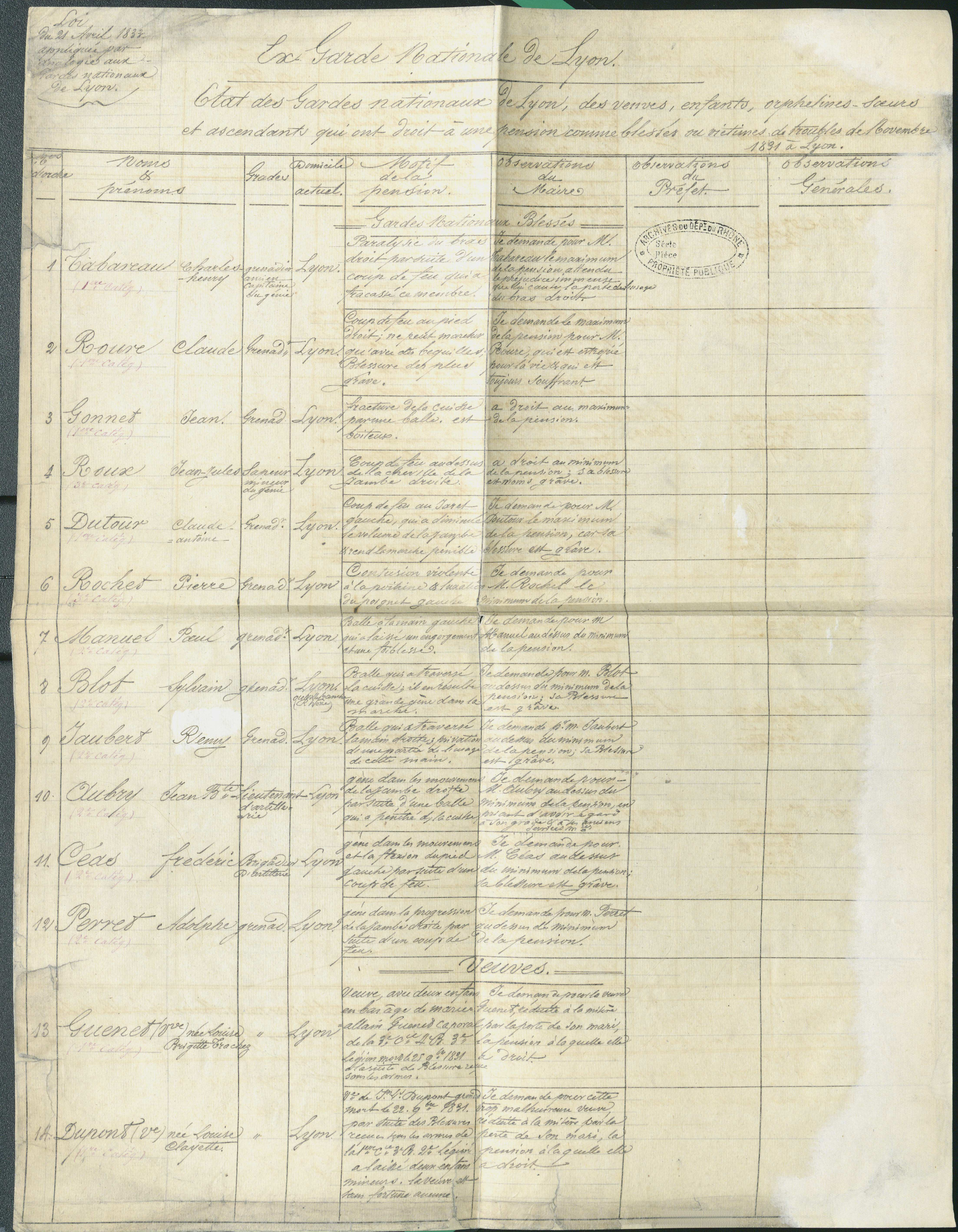
Liste des pensionnés de la garde nationale de Lyon à la suite de la révolte de 1831 (recto)
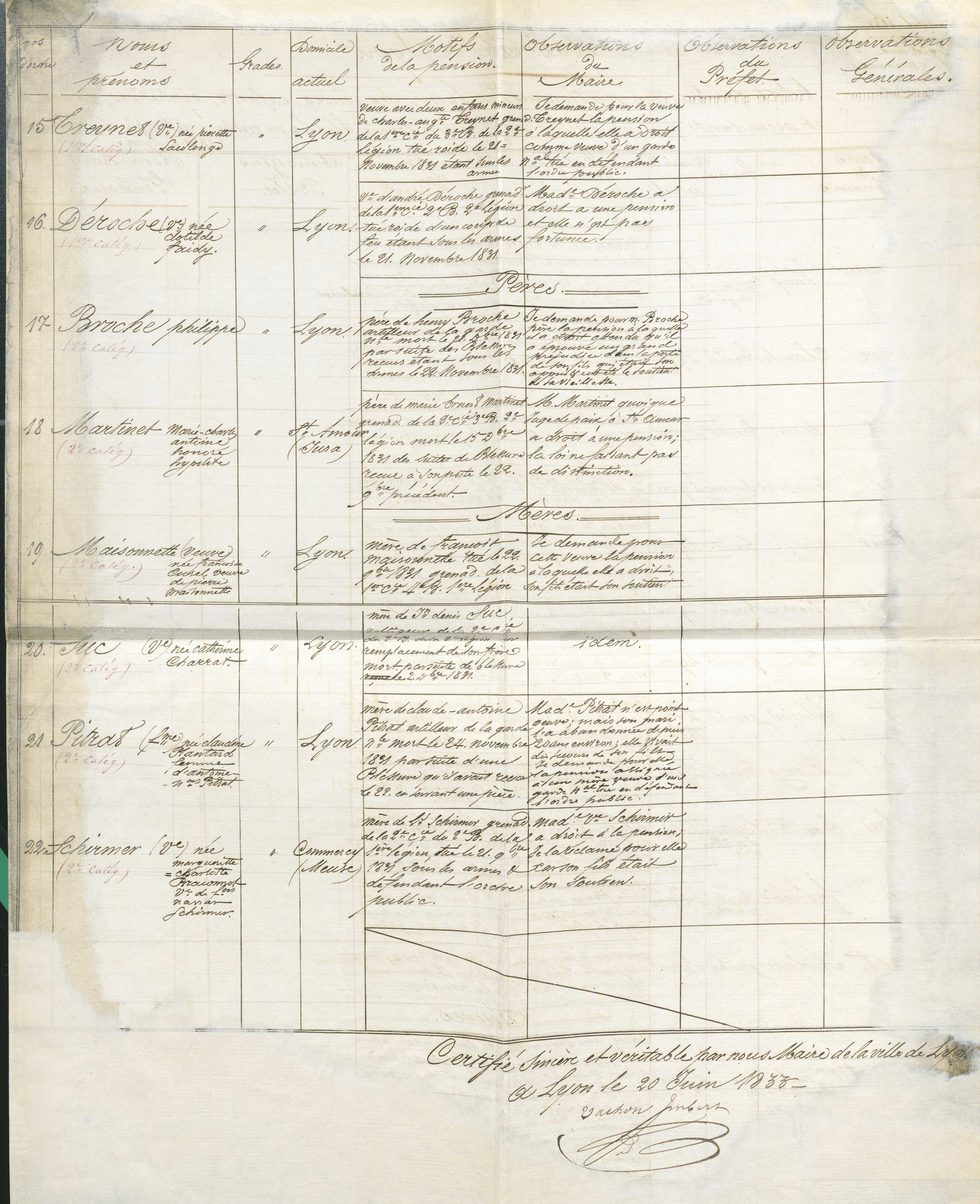
Liste des pensionnés de la garde nationale de Lyon à la suite de la révolte de 1831 (verso)

## La deuxième insurrection des canuts (avril 1834)

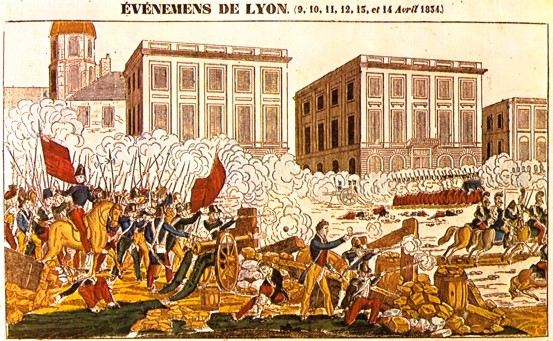
Deuxième révolte des canuts, du 9 au 14 avril 1834.

Après l’échec de l’insurrection de 1831, les républicains parisiens ont envoyé à Lyon des émissaires qui y ont créé tout un réseau de sociétés secrètes, souvent en relation étroite avec les associations de compagnonnage des artisans de la soierie.
À la fin de 1833, le gouvernement ne s’attend absolument pas à une nouvelle insurrection à Lyon, dans la mesure où la conjoncture économique est bonne et où l’industrie lyonnaise de la soie est alors florissante. Pourtant, les républicains vont manœuvrer habilement pour créer une situation insurrectionnelle en prenant appui sur un conflit salarial apparu au mois de février chez les ouvriers de la peluche.
Le patronat juge que la bonne conjoncture économique a fait augmenter de manière excessive les salaires des ouvriers et prétend leur imposer une baisse. En résulte un conflit, des grèves, dont les meneurs sont arrêtés et traduits en justice. Leur procès commence le 5 avril ; une manifestation a lieu pour soutenir les inculpés, place Saint-Jean. La foule entoure le cordon de soldats protégeant le palais de justice, leur fait remettre la baïonnette au fourreau, leur fait mettre la baguette dans le canon des fusils pour vérifier qu’ils n’étaient pas chargé, et leur fait mettre les fusils crosse en l'air. Les soldats consentent à tout, gardent l’arme au pied, trinquent avec les canuts. Si le geste est pour la première fois accompagné de l’expression dans un sens de fraternisation avec les insurgés, il n’est pas suffisant à lui seul comme indication de fraternisation des soldats (puisque qu’il est accompagné de nombreux autres).

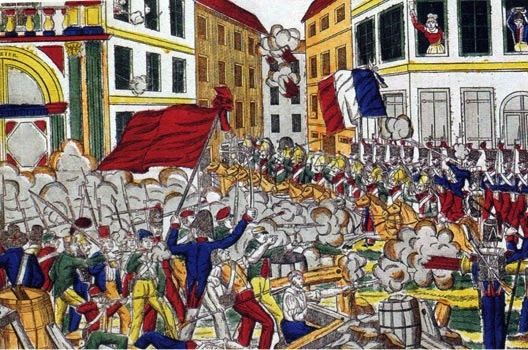
Insurrection républicaine de Lyon, 9 avril 1834.

Au même moment, la Chambre des pairs discute d’une loi destinée à durcir la répression contre les associations républicaines (voir l’article Grandes lois sous la monarchie de Juillet). Les républicains parviennent à créer un amalgame entre les associations politiques, qui sont en réalité visées par ce texte, et les associations mutuelles ouvrières auxquelles les canuts lyonnais sont très attachés. Aussi, le 9 avril, des milliers d’artisans se soulèvent tandis que les meneurs édictent des « ordres du jour » qu’ils n’hésitent pas à dater du « 22 germinal an XLII de la République ».

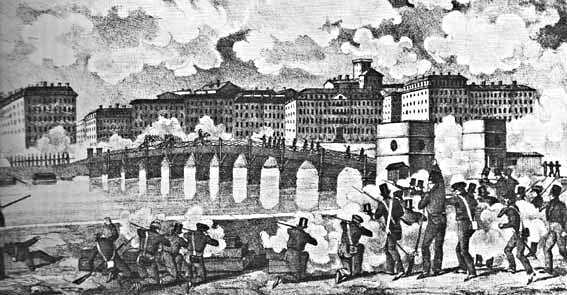
Combat durant la révolte.

L’armée occupe la ville et les ponts. Rapidement les premières fusillades éclatent avec la troupe tirant sur la foule désarmée. Aussitôt, les rues se couvrent de barricades. Les ouvriers organisés prennent d’assaut la caserne du Bon-Pasteur et se barricadent dans les quartiers en en faisant de véritables camps retranchés, comme à La Croix-Rousse. C’est le début de la « Sanglante semaine ».
Adolphe Thiers, ministre de l’Intérieur, applique une tactique qu’il rééditera en 1871 pour écraser la Commune de Paris : se retirer de la ville, l’abandonner aux insurgés, l’encercler, puis la reprendre.

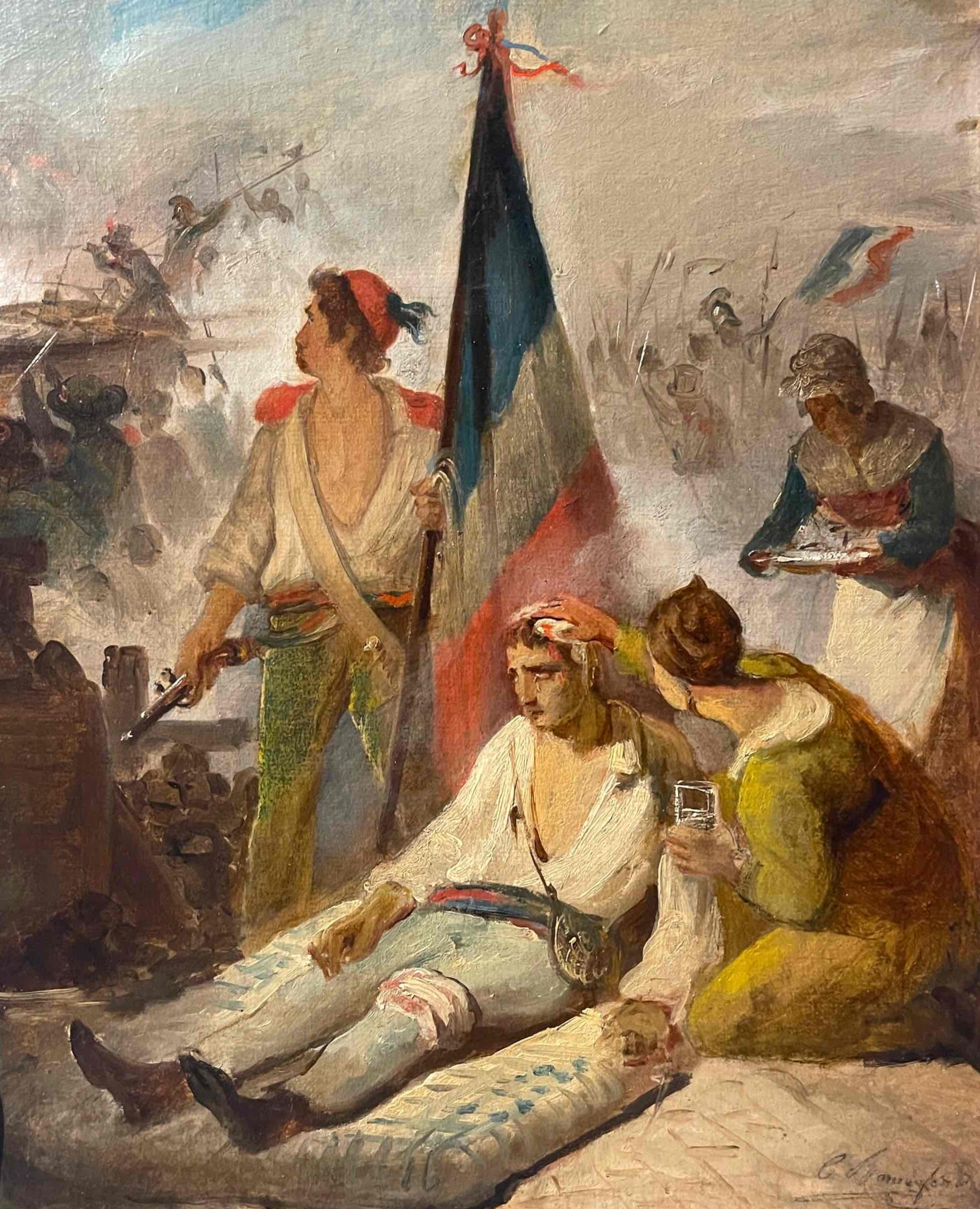
Une barricade des émeutes lyonnaise de 1834, par Claude Bonnefond, Musée Gadagne.

Le 10 avril, de nouvelles fusillades ont lieu avec la troupe. Les insurgés s’emparent du poste de télégraphe, du quartier de la Guillotière, puis de Villeurbanne où les casernes sont prises. Le drapeau noir flotte sur Fourvière, l'église Saint-Nizier et l'hôpital de l'Antiquaille.

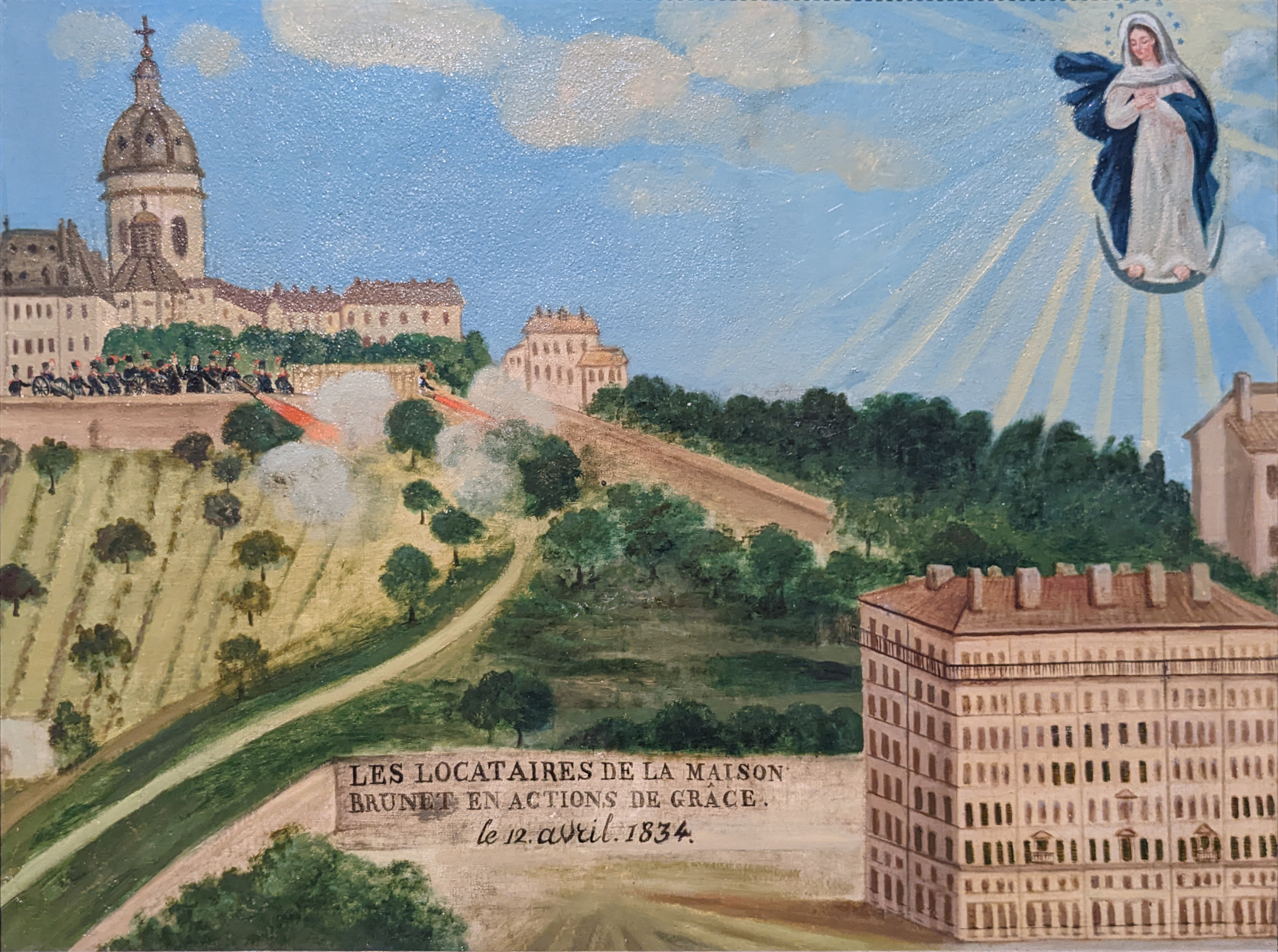
Mieux averti en avril 1834 qu’en 1831, le général commandant les troupes ordonne le bombardement de la maison Brunet au premier coup de feu tiré. Seule l’intervention du curé de Saint-Bruno-les-Chartreux l’a sauvée des canons placés en haut de la colline, près de la place des Chartreux.

Le 11 avril, les combats se poursuivent. Le quartier de la Croix-Rousse est bombardé par la troupe qui a reçu des renforts, tandis que des tentatives d’insurrection éclatant à Saint-Étienne et à Vienne sont rapidement maîtrisées par la garde nationale.
Le 12 avril, la troupe attaque et prend le quartier insurgé de la Guillotière, après avoir détruit de nombreuses maisons avec l’artillerie. À Vaise, dans une maison de la rue Projetée, les soldats massacrent 16 habitants, hommes, femmes et enfants, parce qu'un coup de fusil avait été tiré devant cette maison.
Le 14 avril, l’armée reconquiert progressivement la ville et attaque pour la troisième fois le quartier de la Croix-Rousse, massacrant de nombreux ouvriers.
Le 15 avril marque la fin de la Sanglante semaine à Lyon. La deuxième grande insurrection des canuts est matée dans le sang. Plus de 600 victimes sont à déplorer. 10 000 insurgés faits prisonniers sont jugés dans un « procès monstre » à Paris en avril 1835, et sont condamnés à la déportation ou, comme Charles Lagrange, à de lourdes peines de prison.
Les pertes des militaires sont de 131 morts, tués au combat ou blessés mortellement, et 192 blessés. Du côté des civils, on compte au total 190 morts, mais dans ce nombre figurent aussi bien les civils insurgés que les civils tués sans armes. Du côté des blessés, on en relève 122 à la date du 28 avril, dont 31 décèdent par la suite, mais le total des blessés du côté des insurgés est certainement plus élevé,.

## Les insurrections des Voraces (1848 et 1849)

### Source et origine du mot «Vorace»
Cette société de canuts lyonnais est apparue en 1846 à la Croix-Rousse et a disparu en 1849. Son nom proviendrait de la société des Compagnons du Devoir, appelé « dévoirants » puis « voraces ». Ils se réunissent dans les cabarets et auberges, en particulier chez la mère Maréchal, à l'angle de la rue des Fossés (aujourd'hui rue d'Austerlitz) et de la rue du Mail. Leurs beuveries constituent une façade à leurs fortes prises de positions politiques de défenseurs de la République.

### Les faits de cette insurrection

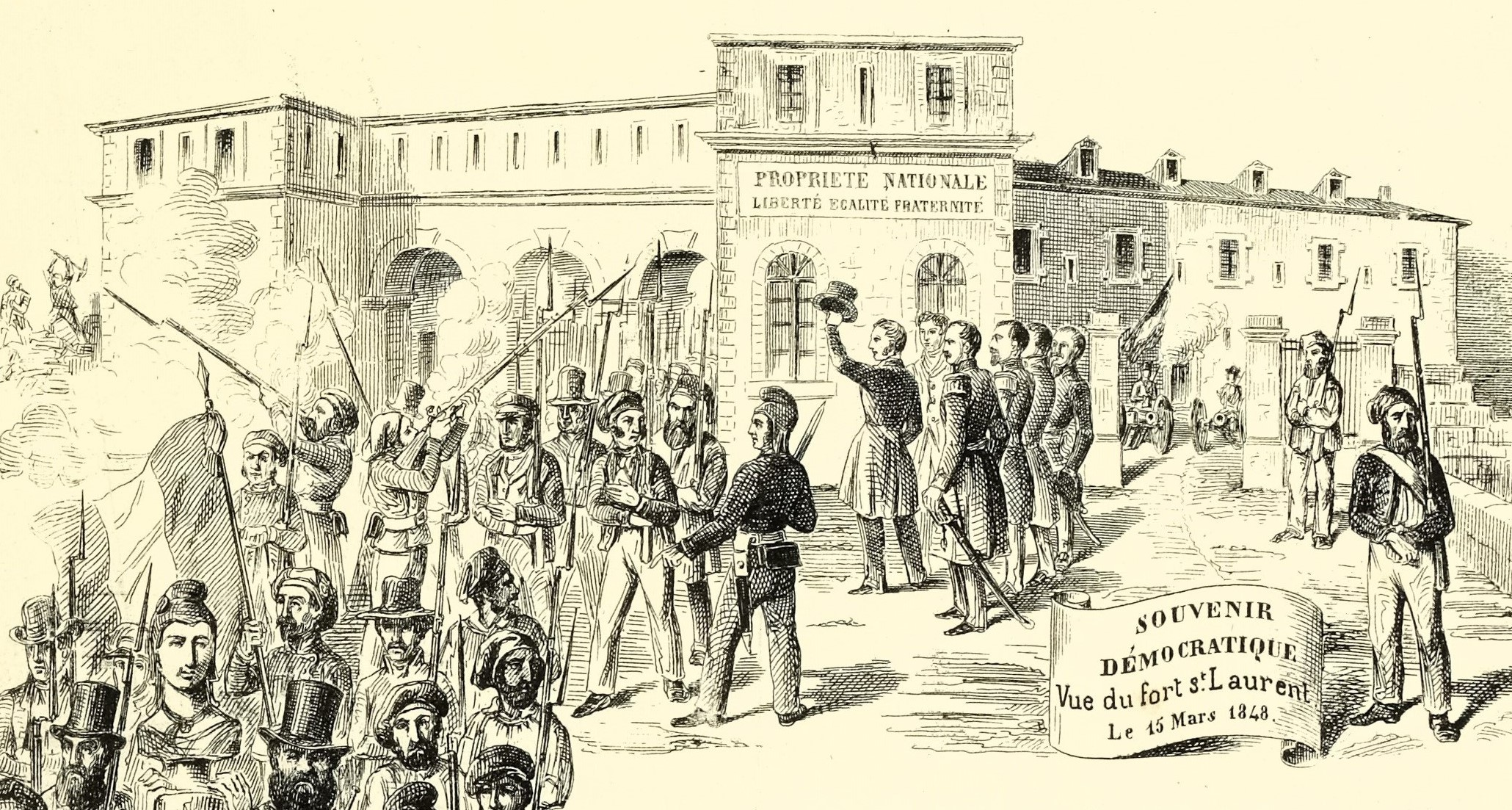
Cortège du 15 mars 1848 où les Voraces lyonnais portent en triomphe les symboles de la République, buste de la Liberté et drapeau tricolore.

Le 24 février 1848, jour de l'abdication de Louis-Philippe, les canuts descendent à Lyon, s'emparent de l'hôtel de ville, proclament la Seconde République depuis son balcon et prennent la préfecture. Le lendemain, ils se rendent au fort de Saint-Laurent pour y prendre les armes. Les voraces s'emparent du bastion no 4, en face du mont Sauvage, du bastion des Bernardines, du fort de Montessuy, du palais de justice, hissent un peu partout le drapeau rouge et brûlent les métiers à tisser installés dans les communautés religieuses. Emmanuel Arago, le délégué du gouvernement provisoire, arrive le 28 février et réussit à les convaincre que « la République doit amener tous les progrès et améliorer surtout la classe des travailleurs ».
Jusqu'au 15 juin 1849, il y a une cohabitation difficile entre eux, le pouvoir officiel et même les autres Lyonnais. Les voraces ne disent-ils pas vouloir « boire à la santé de la République montagnarde dans le crâne des aristocrates » et sur une médaille qui leur est consacrée, on lit : « Aristocrates, modérés, égoïstes, tremblez ! À la première atteinte portée à la liberté, les ondes du Rhône et de la Saône charrieront vos cadavres aux mers épouvantées. Le peuple est debout et 93 peut encore renaître ». Les mêmes Voraces mènent une quatrième insurrection lors du soulèvement de juin 1849, en écho au soulèvement des républicains parisiens (cf. journée du 13 juin 1849), ils ne sont pas soutenus par la population et durement réprimés à la Croix-Rousse par l'armée.

## Les événements à la suite de ces révoltes

### Après les révoltes
Après ces révoltes, certains soyeux cherchent à produire ailleurs qu'en ville. L'émigration des métiers vers les campagnes s'accentue. En milieu rural, le métier à domicile est un complément aux revenus de la terre. Les ouvriers étant disséminés, les donneurs d'ordre évitent le risque de rébellion. À partir de 1850, les métiers mécaniques (inventés par Edmond Cartwright) remplacent progressivement les métiers à bras. Cette nouvelle technique, combinée à l'introduction de la machine à vapeur, entraîne le regroupement des métiers en usines. En 1894, dans Le Littré de la Grand'Côte, Nizier du Puitspelu écrit : « Lecteur, regarde avec respect ce canut. Tu n'en verras bientôt plus ». En 1901, à la Croix-Rousse, a lieu l'inauguration de la statue de Jacquard, « bienfaiteur des ouvriers en soie ». On dénombre alors 500 métiers mécaniques. L'invention de la soie artificielle donne le coup de grâce à cette industrie. Aujourd'hui, seuls quelques métiers à bras subsistent, sauvegardés par des musées nationaux ou des associations d'anciens tisseurs (soierie vivante).
Le 14 octobre 1832, trois jours après sa nomination en tant que ministre de l'Instruction publique, Guizot écrit à M. de Baranthe : « Il est plus aisé de reconstruire Lisbonne sur un sol brûlant et tremblant que de raffermir une société ébranlée. C’est là pourtant ce que nous entreprenons. M. Périer a arrêté le désordre matériel ; mais le désordre politique, le désordre intellectuel, ceux-là restent et il faut les dompter. » Ayant comme but le « gouvernement des esprits », il rédige l’année suivante la loi qui porte son nom assignant au système éducatif, qu’il généralise au passage, en premier lieu le rôle de « l’instruction morale et religieuse ». Guizot écrit aux instituteurs le 16 juillet 1833 : « L’instruction primaire universelle est désormais une des garanties de l’ordre et de la stabilité sociale. »
L'Écho de la fabrique, journal canut contemporain des révoltes de 1831 et 1834, explique la première révolte par la misère ouvrière. Il l'explique également par les pratiques de quelques négociants ou fabricants selon lui arriérés, issus de l'aristocratie d'ancien régime. Il ne remet pas en cause les progrès apportés par l'industrie et dont le travail est le pilier. L'Écho de la fabrique n'aura de cesse de défendre l'ouvrier, et de montrer son esprit de responsabilité, particulièrement pendant les révoltes - que le journal qualifie souvent de « guerre civile ». Si le pire est advenu, c'est à cause, selon ce journal, dans un contexte de grande misère, de l'esprit infantile de quelques négociants qui joueraient à humilier les canuts et leur refuseraient toute reconnaissance.
En 1851, le maréchal de Castellane dirige la répression lors du coup d'État du 2 décembre 1851 de Napoléon III. Il ne souhaite ensuite pas voir se rééditer la prise des forts lyonnais par des émeutiers. Il éloigne donc les troupes mais pas trop. En 1858, il crée ainsi le camp de Sathonay, à quelques kilomètres de la Croix-Rousse. La voie ferrée entre Sathonay et la Croix-Rousse (la ligne Lyon - Trévoux) complète le dispositif en 1861.

### Incidences

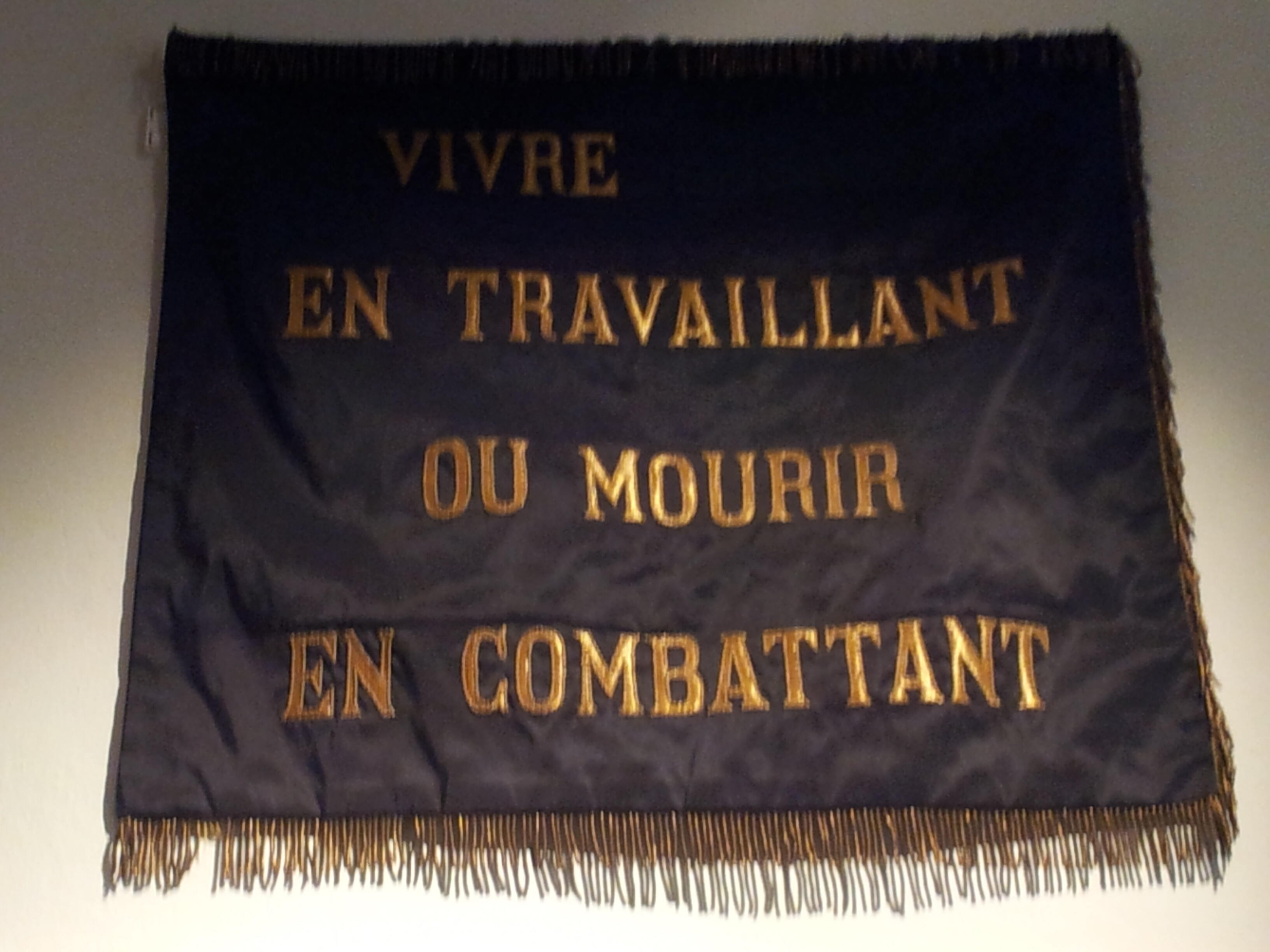
Fanion de soie de la devise des canuts.

La révolte des canuts a fait naître dans la conscience ouvrière le sentiment d’une réelle communauté d’intérêts. Et c’est le point de départ d’une ère revendicative, que la détresse physique et morale des ouvriers dans cette période de capitalisme naissant devait accentuer, comme en témoigne le célèbre mémoire du docteur Louis René Villermé à l’Académie des sciences morales et politiques.
Marceline Desbordes-Valmore, dont la poésie inspirera la plupart des grands auteurs du siècle, habitante de Lyon lors de la seconde révolte, a consacré plusieurs textes à ces événements. Elle les insérera dans son recueil Pauvres Fleurs. Pourtant la poésie française de l'époque fit silence de cette actualité. Mais, alors qu'elle se détourne souvent de l'histoire politique, préférant les thèmes de l'amour et de l'enfance, elle témoigne ici de l'horreur et l'injustice de la répression, et affirme que nul ne peut s'abstraire de l'histoire douloureuse humaine. Chacun s'y inscrit, selon elle, dans la variété de ce qui nous constitue,.
La révolte des canuts a influencé les grands mouvements de pensée sociale : les saint-simoniens, Karl Marx, Fourier, Proudhon ou certains acteurs du catholicisme social comme Frédéric Ozanam et Antoine Chevrier. Karl Marx et Friedrich Engels ont vu dans cette révolte une refondation de la troisième guerre servile, dite de Spartacus, pour libérer les esclaves de l'emprise de Rome.
Les révoltes ouvrières lyonnaises continuèrent de secouer la ville. Durant l’été 1869, 2 000 ouvrières « ovalistes » se mettent en grève pour demander une augmentation de leur salaire et une diminution de leur temps de travail. Cette grève, qui a duré deux mois, a marqué l’éveil du monde féminin à la politique et au mouvement ouvrier.
Quelques années plus tard, en 1899, c’est dans une ville profondément marquée par son passé ouvrier que Marie-Louise Rochebillard donnera naissance aux premiers syndicats féminins.

## L'apport de la révolte des canuts

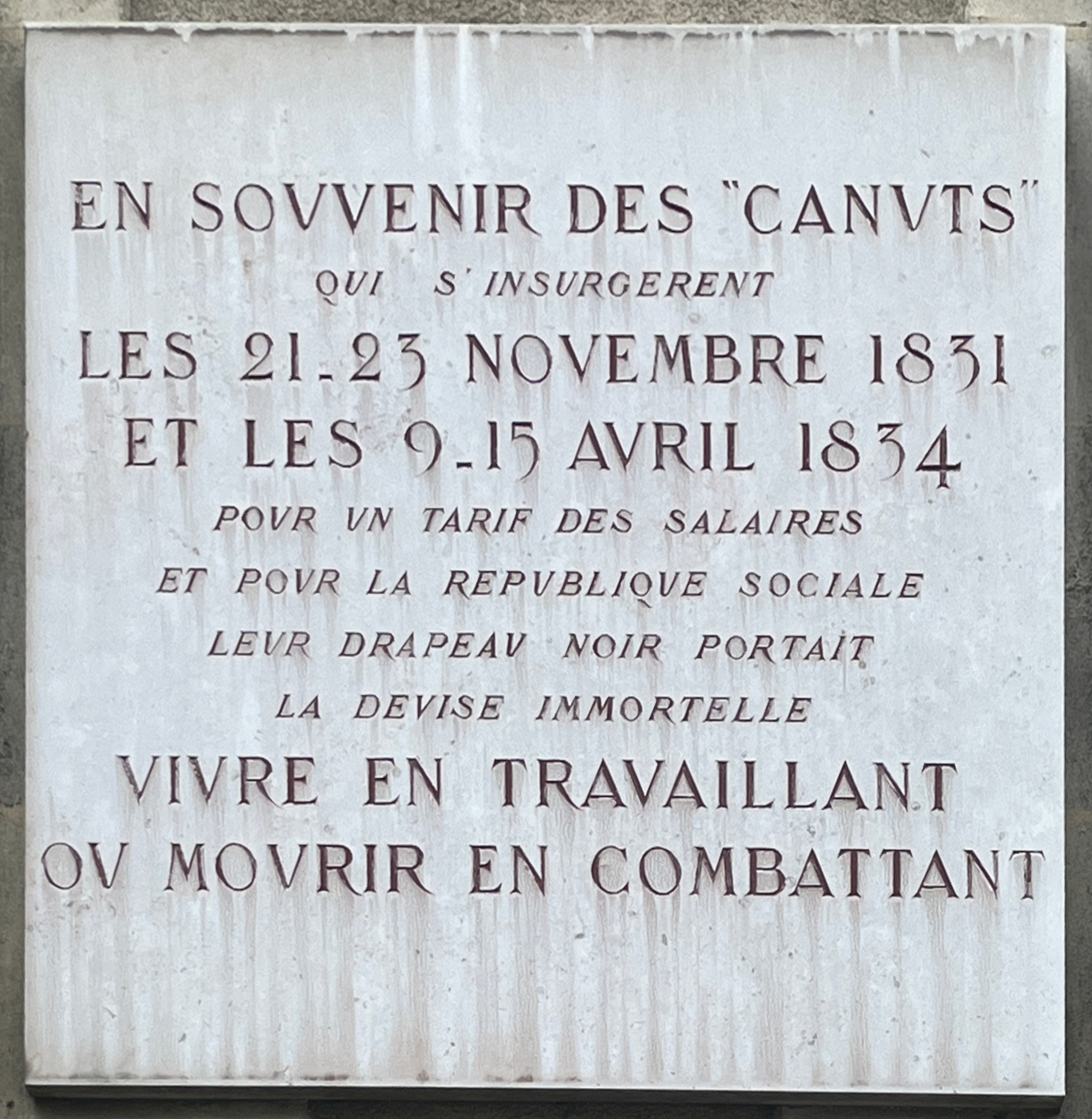
Plaque commémorative en souvenir des « canuts » : vivre en travaillant ou mourir en combattant.

Cette révolte a été un échec quant aux revendications portées, les tarifs signés par les représentants des négociants et des canuts ne seront appliqués que bien plus tard. Elle a eu un retentissement considérable en France, en Europe, et ce jusqu'à nos jours. En s'appuyant sur les articles de l'Écho de la Fabrique, hebdomadaire créé par les tisseurs sur soie qui paraît d'octobre 1831 à avril 1834, et sur la thèse de Fernand Rude, apparaissent plusieurs éléments permettant de mieux comprendre ce qui a changé à partir de novembre 1831. Ils montrent d'abord que les canuts, chefs d'atelier notamment mais aussi de nombreux compagnons, sont des travailleurs manuels instruits et d'une grande culture : ils lisent, discutent, sont parfaitement conscients de leur savoir-faire et de leur place dans la structure pré-industrielle de l'époque, ils participent à des associations prônant la solidarité ou la place essentielle de l'homme au cœur de l'économie.
Les trois journées de révolte font apparaître quatre concepts nouveaux.
La devise « Vivre en travaillant ou mourir en combattant » ne signifie pas avoir plus de travail mais exprime un désir de « Vivre dignement par son travail ». Cette volonté d'améliorer les conditions de vie et de travail est nouvelle.
Le deuxième élément qui émerge de la révolte est l'organisation des canuts quasi militaire : pas de bandes désordonnées mais une grande discipline.
Troisième nouveauté par rapport à d'autres révoltes, notamment celle qui s'est produite quelques semaines auparavant en Angleterre, une volonté très forte de protéger l'industrie de la soie. Les canuts organisent un service d'ordre pour empêcher tout pillage.
Enfin, momentanément, ils rompent avec l'esprit de « compagnonnage » qui s'illustrait par un repli sur la profession et des rixes entre compagnons, jaloux de leur savoir-faire. Une « solidarité prolétarienne », pour reprendre leur expression, se met en place. Leur journal va d'ailleurs, après novembre, ouvrir largement ses colonnes à d'autres travailleurs en lutte et également aux femmes.
Les théoriciens du mouvement social vont considérer que ces trois journées ont vu naître les embryons des futures organisations ouvrières, notamment syndicales. Dorénavant, quel que soit le régime politique mis en place, les canuts viennent de démontrer que les travailleurs unis pouvaient infliger une défaite à l'armée. La condition ouvrière vient de s'inviter dans le champ strictement politique. Les travailleurs européens, les militants politiques, les philosophes socialistes, anarchistes, communistes, progressistes, ceux qui agissent pour les droits de l'Homme vont, à partir du XIXe siècle jusqu'à 1870, regarder Lyon comme la capitale du mouvement social.

## Dans la littérature
- La Révolte à deux sous, roman de Bernard Clavel